# 関東三十六不動霊場
関東三十六不動霊場（かんとうさんじゅうろくふどうれいじょう）は、神奈川県・東京都・埼玉県・千葉県内にある36箇所の不動明王霊場寺院の総称。昭和62年（1987年）に開創された。

## 霊場一覧
| No.        | 山号・院号・寺号               | 不動尊             | 通称       | 宗派                    | 三十六童子   | 所在地               |
| 発心の道場 | 発心の道場                     | 神奈川県           | 神奈川県   | 神奈川県                | 神奈川県     | 神奈川県             |
| ---------- | ------------------------------ | ------------------ | ---------- | ----------------------- | ------------ | -------------------- |
| 1          | 雨降山 大山寺                  | 大山不動尊         |            | 真言宗大覚寺派          | 矜羯羅童子   | 伊勢原市大山         |
| 2          | 大雄山 最乗寺                  | 清瀧不動尊         | 道了尊     | 曹洞宗                  | 制吒迦童子   | 南足柄市大雄町       |
| 3          | 成田山 横浜別院 延命院         | 野毛山不動尊       | 横浜成田山 | 真言宗智山派            | 不動恵童子   | 横浜市西区宮崎町     |
| 4          | 大聖山 真福寺                  | 和田不動尊         |            | 高野山真言宗            | 光網勝童子   | 横浜市保土ケ谷区和田 |
| 5          | 清林山 佛乗院 金蔵寺           | 日吉不動尊         |            | 天台宗                  | 無垢光童子   | 横浜市港北区日吉本町 |
| 6          | 神木山 長徳寺 等覚院           | 神木不動尊         |            | 天台宗                  | 計子爾童子   | 川崎市宮前区神木本町 |
| 7          | 金剛山 金乗院 平間寺           | 川崎大師不動堂     | 川崎大師   | 真言宗智山派            | 智慧憧童子   | 川崎市川崎区大師町   |
| 修行の道場 | 修行の道場                     | 東京都             | 東京都     | 東京都                  | 東京都       | 東京都               |
| 8          | 高尾山 薬王院 有喜寺           | 飯縄大権現         | 高尾山     | 真言宗智山派            | 質多羅童子   | 八王子市高尾町       |
| 9          | 高幡山 明王院 金剛寺           | 高幡不動尊         |            | 真言宗智山派            | 召請光童子   | 日野市高幡           |
| 10         | 田無山 総持寺                  | 田無不動尊         |            | 真言宗智山派            | 不思議童子   | 西東京市田無町       |
| 11         | 亀頂山 密乗院 三宝寺           | 石神井不動尊       |            | 真言宗智山派            | 羅多羅童子   | 練馬区石神井台       |
| 12         | 寶勝山 蓮光寺 南蔵院           | 志村不動尊         |            | 真言宗智山派            | 波羅波羅童子 | 板橋区蓮沼町         |
| 13         | 大聖山 東朝院 南谷寺           | 目赤不動尊         |            | 天台宗                  | 伊醯羅童子   | 文京区本駒込         |
| 14         | 神霊山 慈眼寺 金乗院           | 目白不動尊         |            | 真言宗豊山派            | 師子光童子   | 豊島区高田           |
| 15         | 明王山 聖無動院 宝仙寺         | 中野不動尊         |            | 真言宗豊山派            | 獅子慧童子   | 中野区中央           |
| 16         | 竹園山 最勝寺 教学院           | 目青不動尊         |            | 天台宗                  | 阿婆羅底童子 | 世田谷区太子堂       |
| 17         | 瀧轟山 明王院 満願寺別院       | 等々力不動尊       |            | 真言宗智山派            | 持堅婆童子   | 世田谷区等々力       |
| 18         | 泰叡山 瀧泉寺                  | 目黒不動尊         |            | 天台宗                  | 利車毘童子   | 目黒区下目黒         |
| 19         | 牛宝山 明王院 最勝寺           | 目黄不動尊         |            | 天台宗                  | 法挟護童子   | 江戸川区平井         |
| 20         | 成田山 東京別院 深川不動堂     | 深川不動尊         |            | 真言宗智山派            | 因陀羅童子   | 江東区富岡           |
| 21         | 川崎大師 東京別院 薬研堀不動院 | 薬研堀不動尊       |            | 真言宗智山派            | 大光明童子   | 中央区東日本橋       |
| 22         | 阿遮山 円満寺 不動院           | 浅草寿不動尊       |            | 真言宗智山派            | 小光明童子   | 台東区寿             |
| 23         | 砂尾山 橋場寺 不動院           | 橋場不動尊         |            | 天台宗                  | 佛守護童子   | 台東区橋場           |
| 24         | 龍光山 三高寺 正宝院           | 飛不動尊           |            | 単立 （天台宗寺門派系） | 法守護童子   | 台東区竜泉           |
| 25         | 皿沼山 永昌院                  | 皿沼不動尊         |            | 単立 （天台宗寺門派系） | 僧守護童子   | 足立区皿沼           |
| 26         | 五智山 遍照院 總持寺           | 西新井大師不動明王 | 西新井大師 | 真言宗豊山派            | 金剛護童子   | 足立区西新井         |
| 菩提の道場 | 菩提の道場                     | 埼玉県             | 埼玉県     | 埼玉県                  | 埼玉県       | 埼玉県               |
| 27         | 成田山 川越別院 本行院         | 川越不動尊         | 川越成田山 | 真言宗智山派            | 虚空護童子   | 川越市久保町         |
| 28         | 星野山 無量寿寺 喜多院         | 川越大師不動尊     | 川越大師   | 天台宗                  | 虚空蔵童子   | 川越市小仙波町       |
| 29         | 不動山 白山寺 洞昌院           | 苔不動尊           |            | 真言宗智山派            | 宝蔵護童子   | 秩父郡長瀞町野上下郷 |
| 30         | 玉嶹山 總願寺                  | 不動ケ岡不動尊     |            | 真言宗智山派            | 吉祥妙童子   | 加須市不動岡         |
| 31         | 光岩山 釈迦院 彌勒密寺         | 喜多向厄除不動尊   | 岩槻大師   | 真言宗智山派            | 戒光慧童子   | さいたま市岩槻区本町 |
| 涅槃の道場 | 涅槃の道場                     | 千葉県             | 千葉県     | 千葉県                  | 千葉県       | 千葉県               |
| 32         | 普和山 最上寺                  | 厄除岩瀬不動尊     |            | 真言宗智山派            | 妙空蔵童子   | 富津市岩瀬           |
| 33         | 妙高山 大聖院                  | 高塚不動尊         |            | 真言宗智山派            | 普香王童子   | 南房総市千倉町大川   |
| 34         | 幸野山 宝勝院                  | 夷隅苅谷不動尊     |            | 天台宗                  | 善爾師童子   | いすみ市苅谷         |
| 35         | 阿舎羅山 不動院 大聖寺         | 波切不動尊         |            | 天台宗                  | 波利迦童子   | いすみ市大原         |
| 36         | 成田山 明王院 神護新勝寺       | 成田不動尊         | 成田山     | 真言宗智山派            | 烏婆計童子   | 成田市成田           |

## ギャラリー

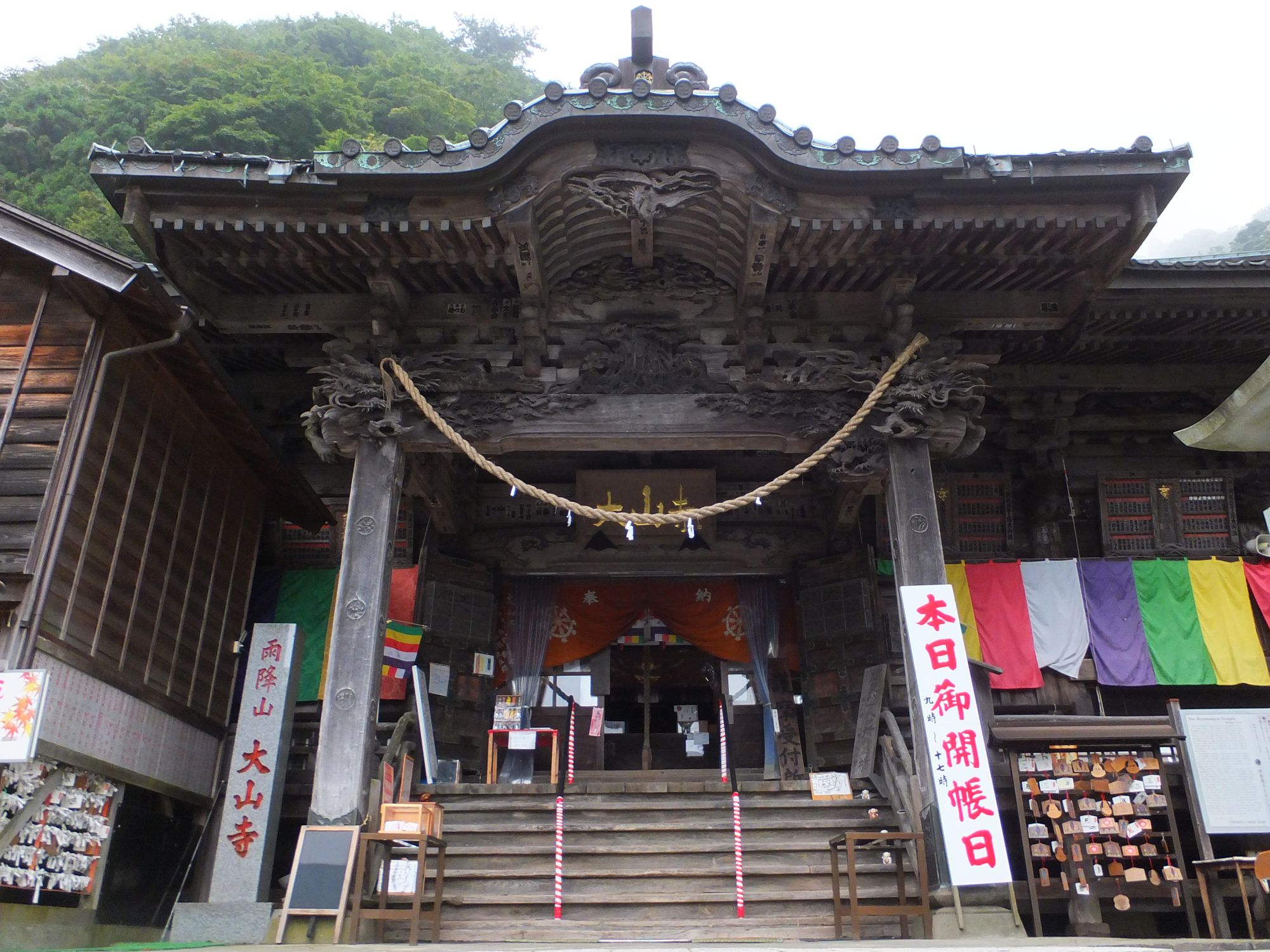
1番 大山寺
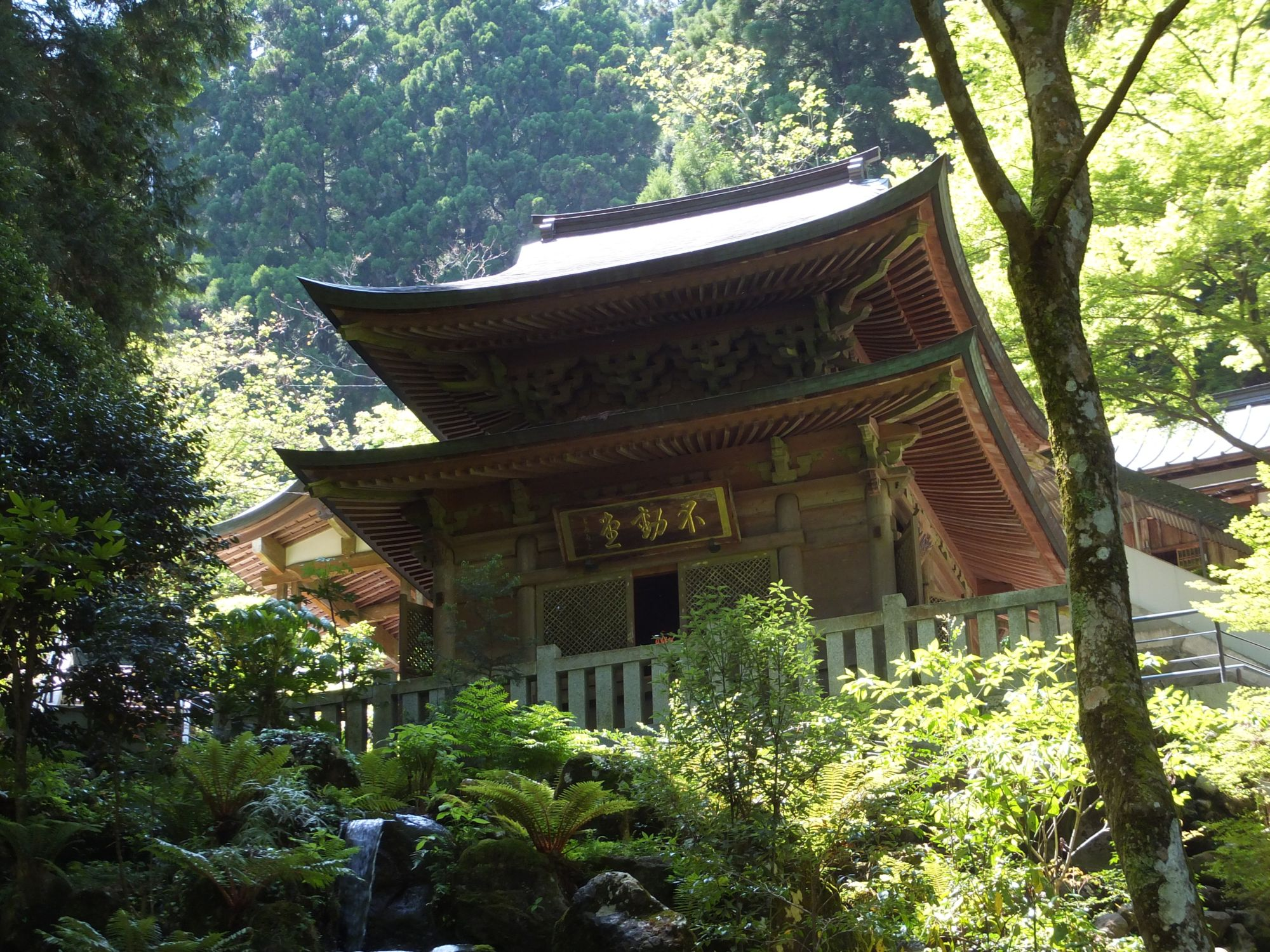
2番 最乗寺
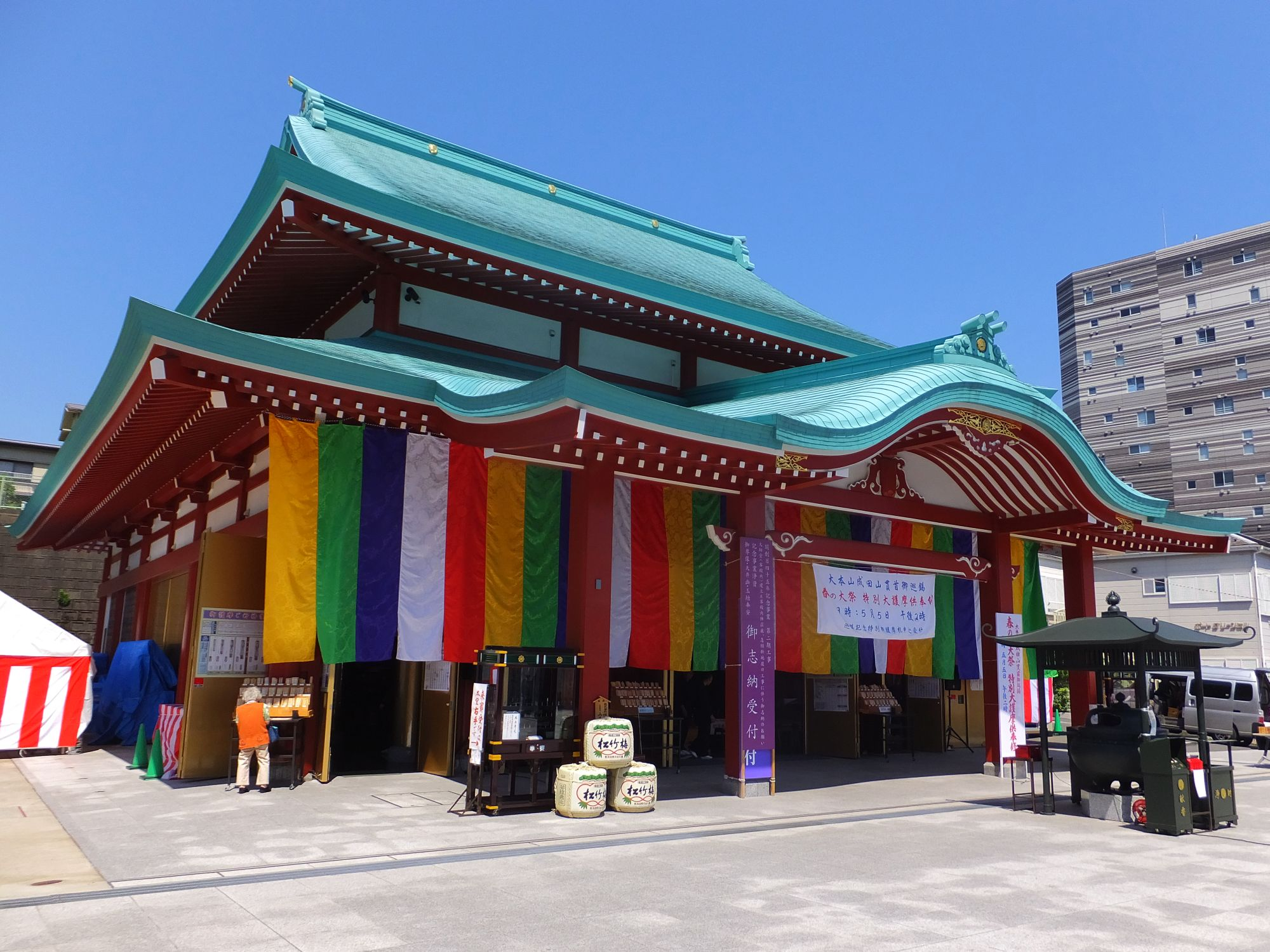
3番 成田山延命院
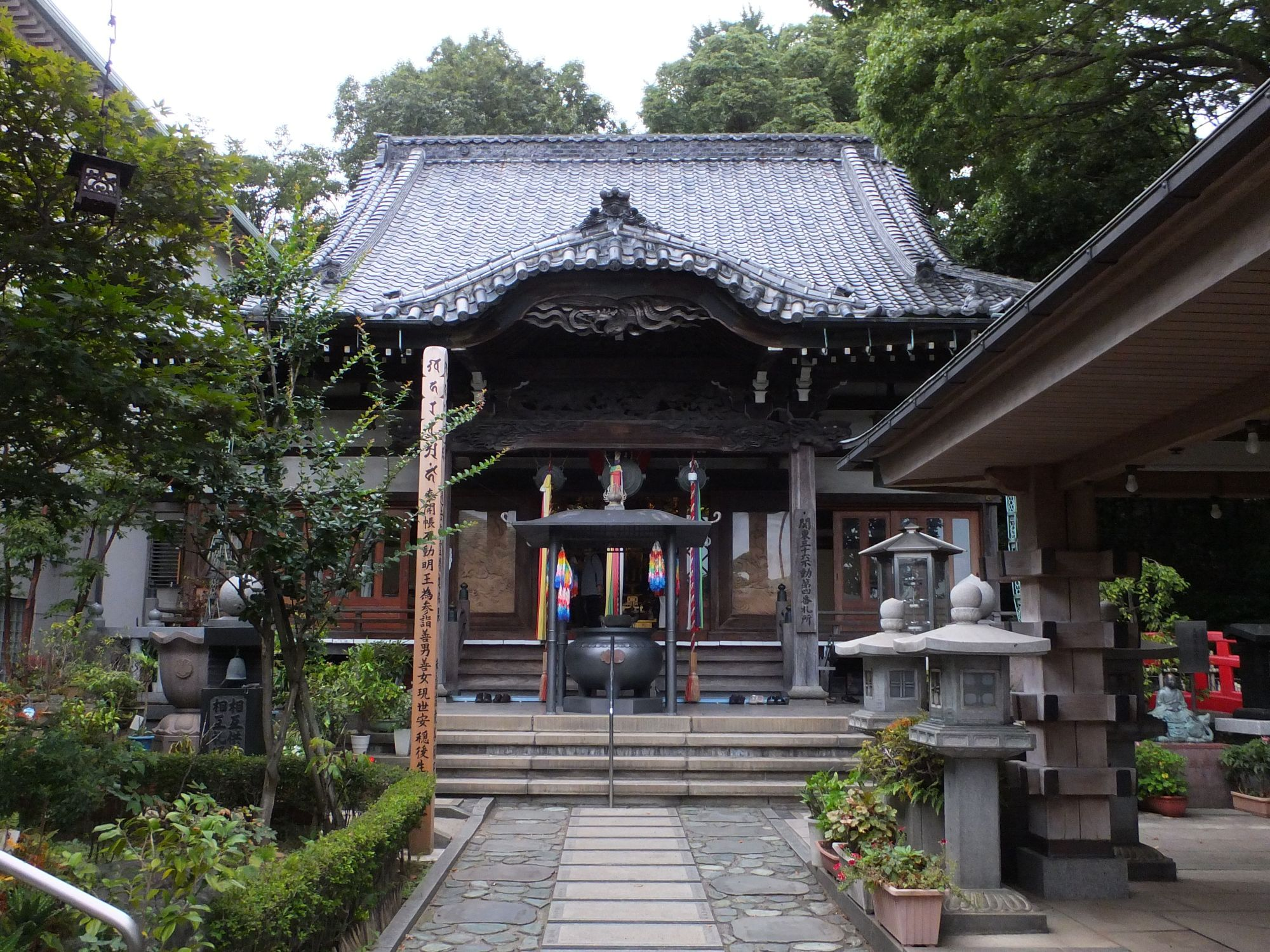
4番 真福寺
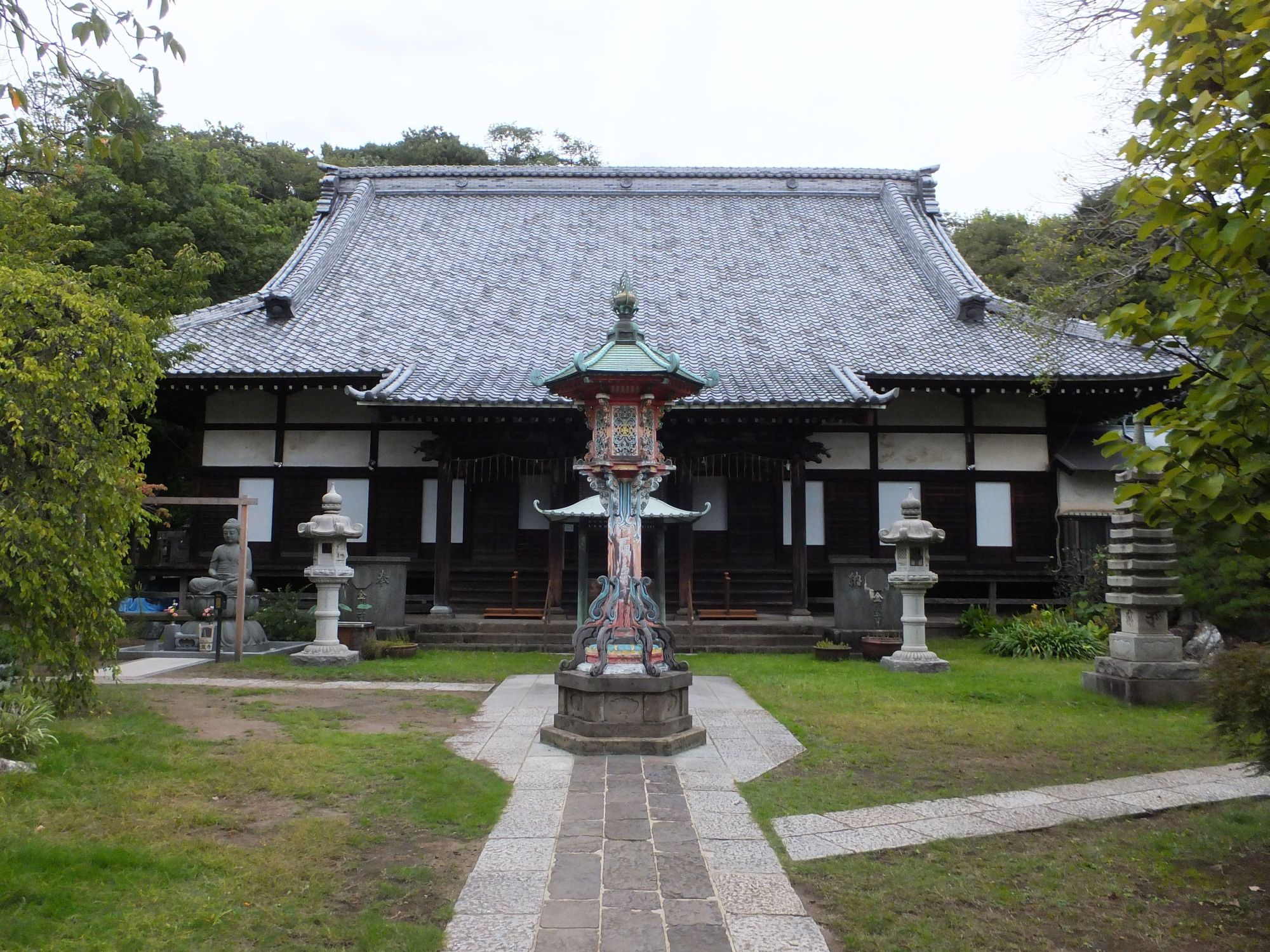
5番 金蔵寺
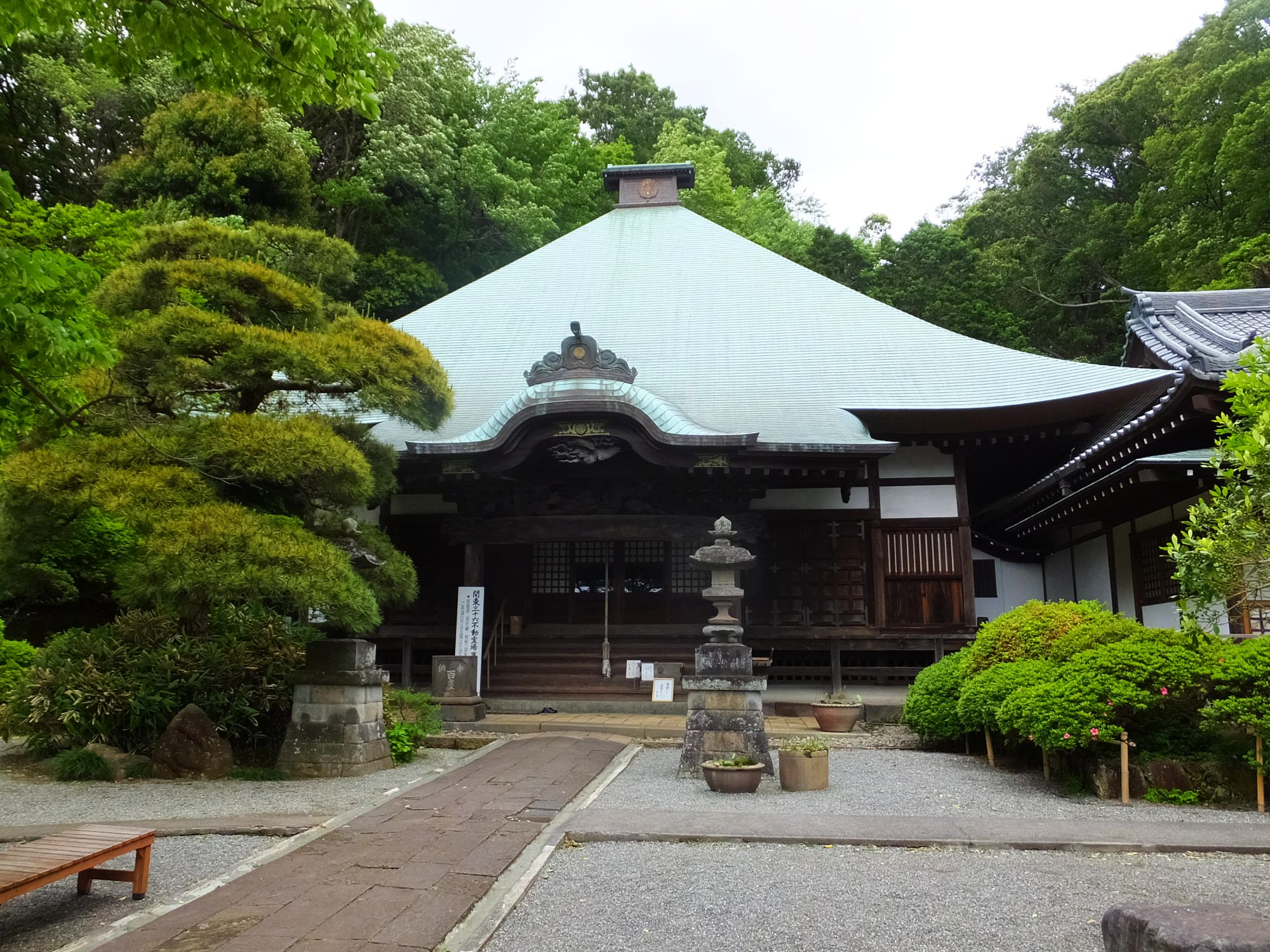
6番 等覚院
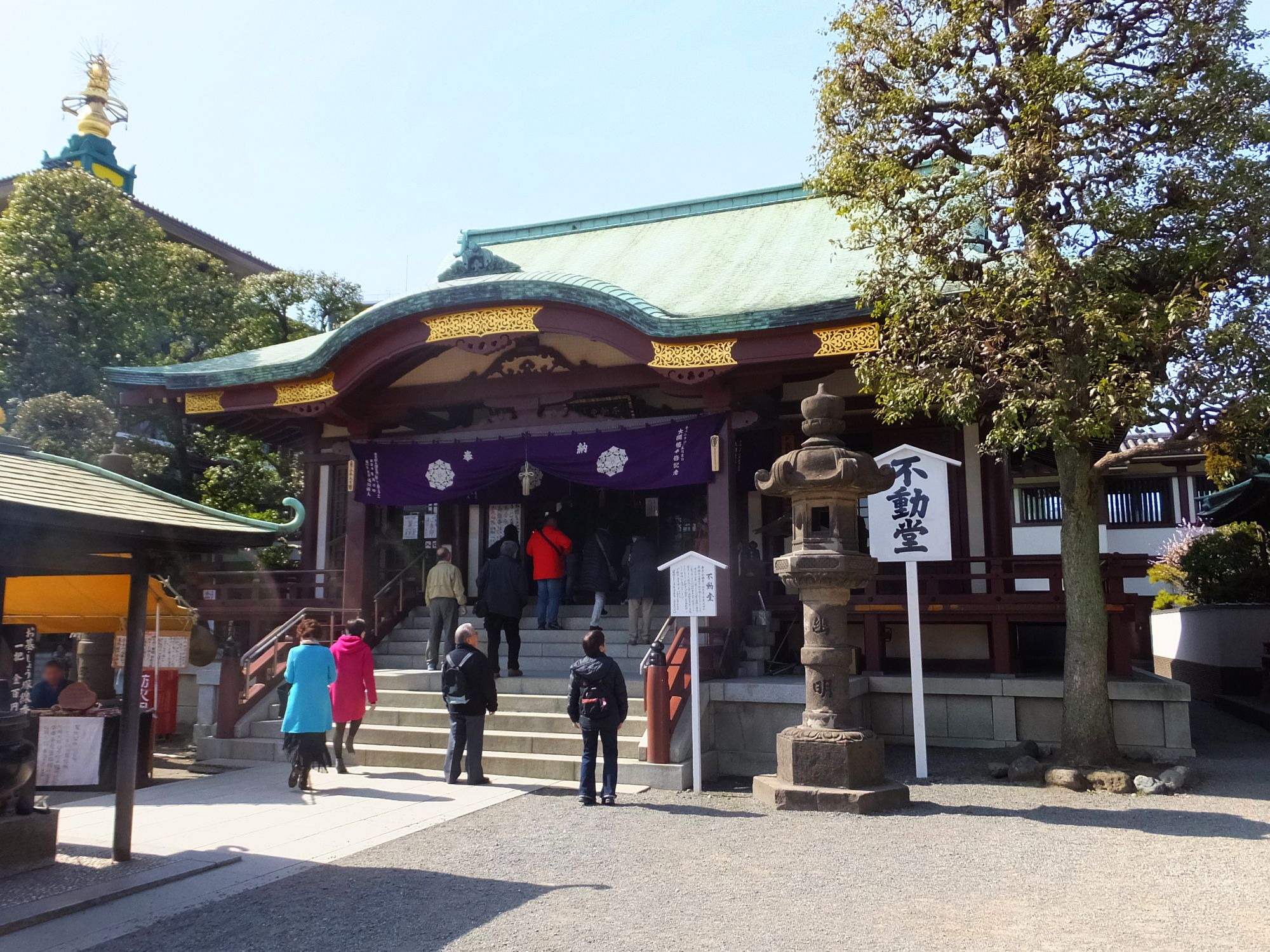
7番 川崎大師
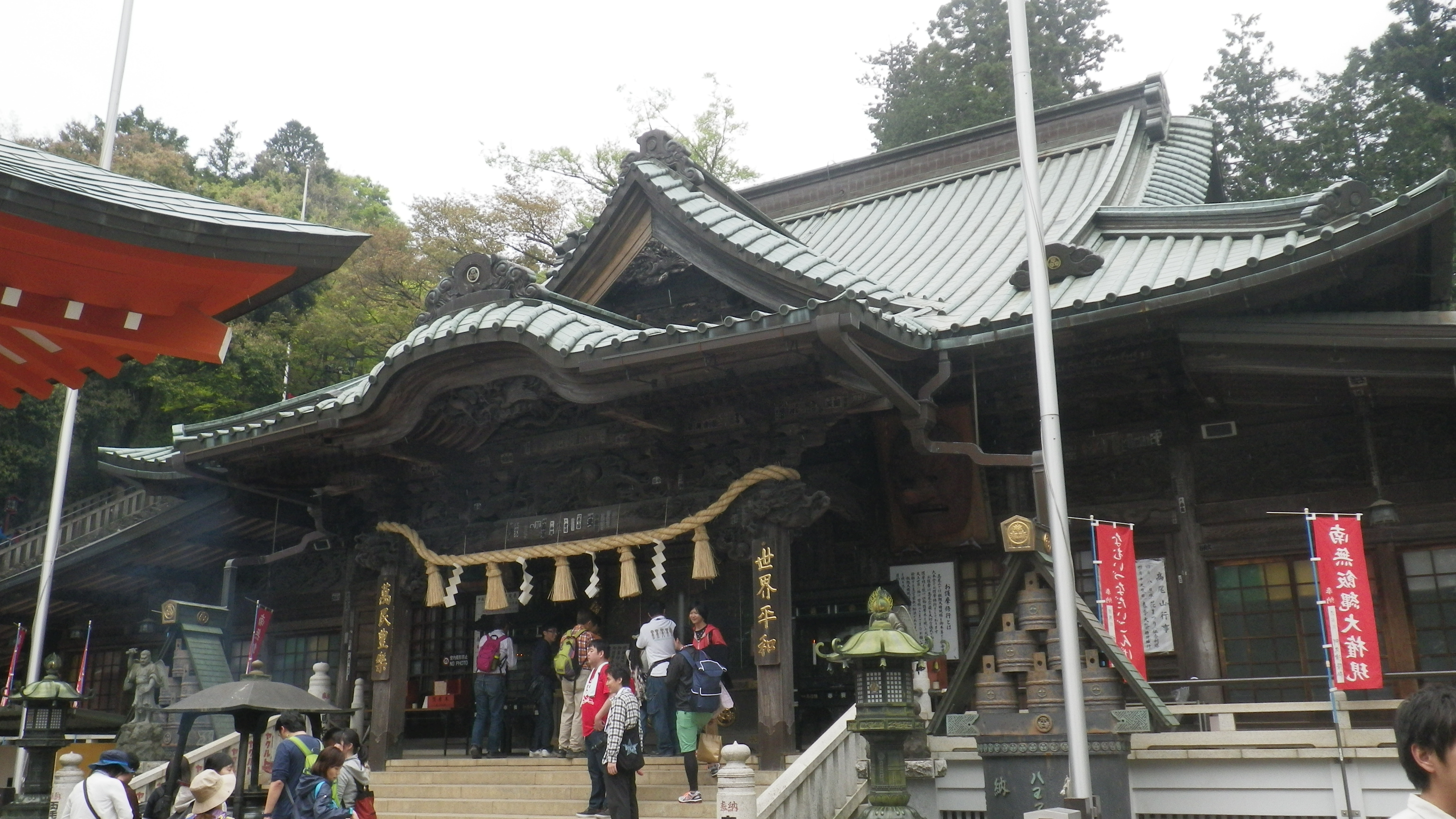
8番 高尾山薬王院
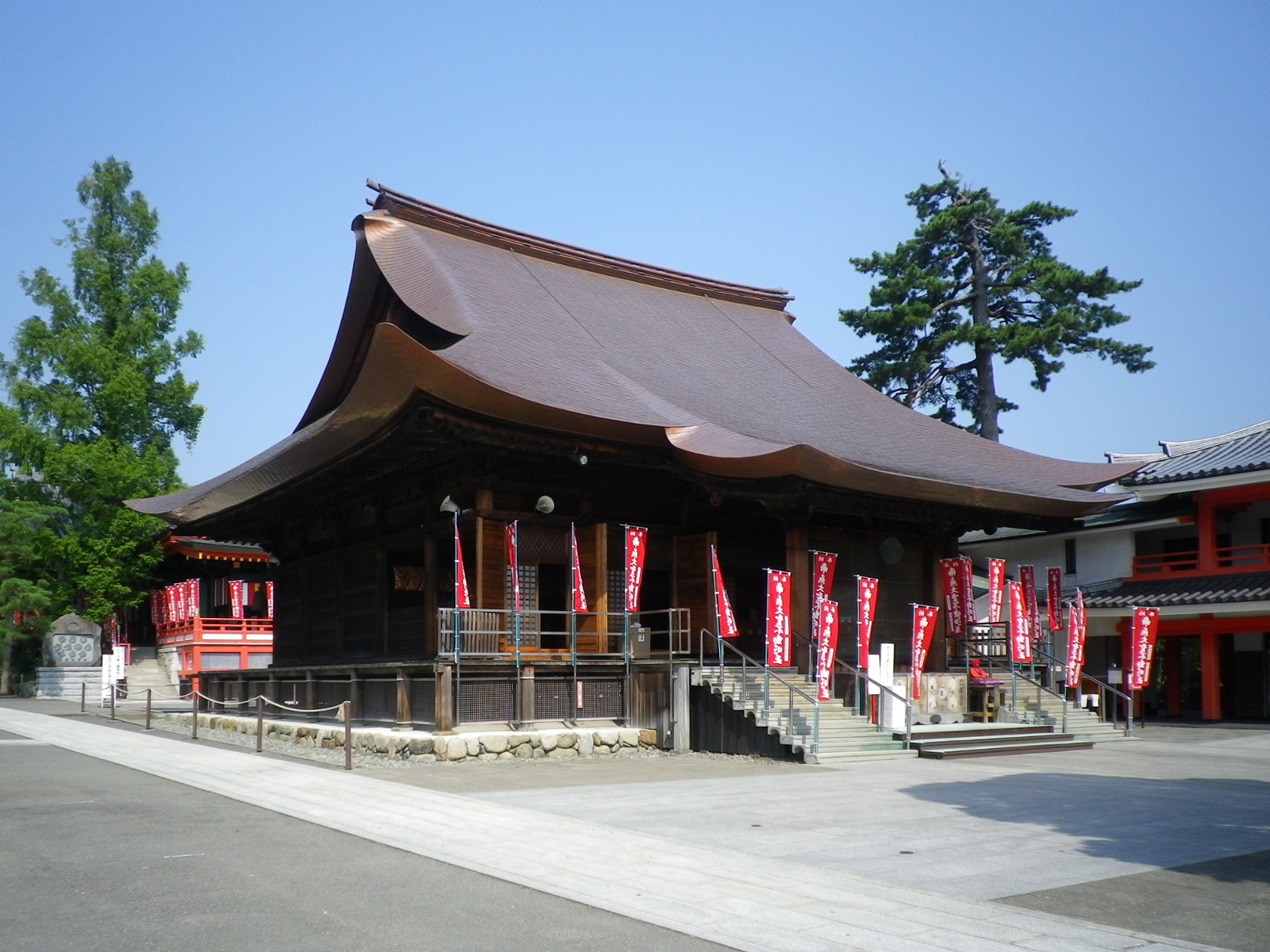
9番 金剛寺（高幡不動）
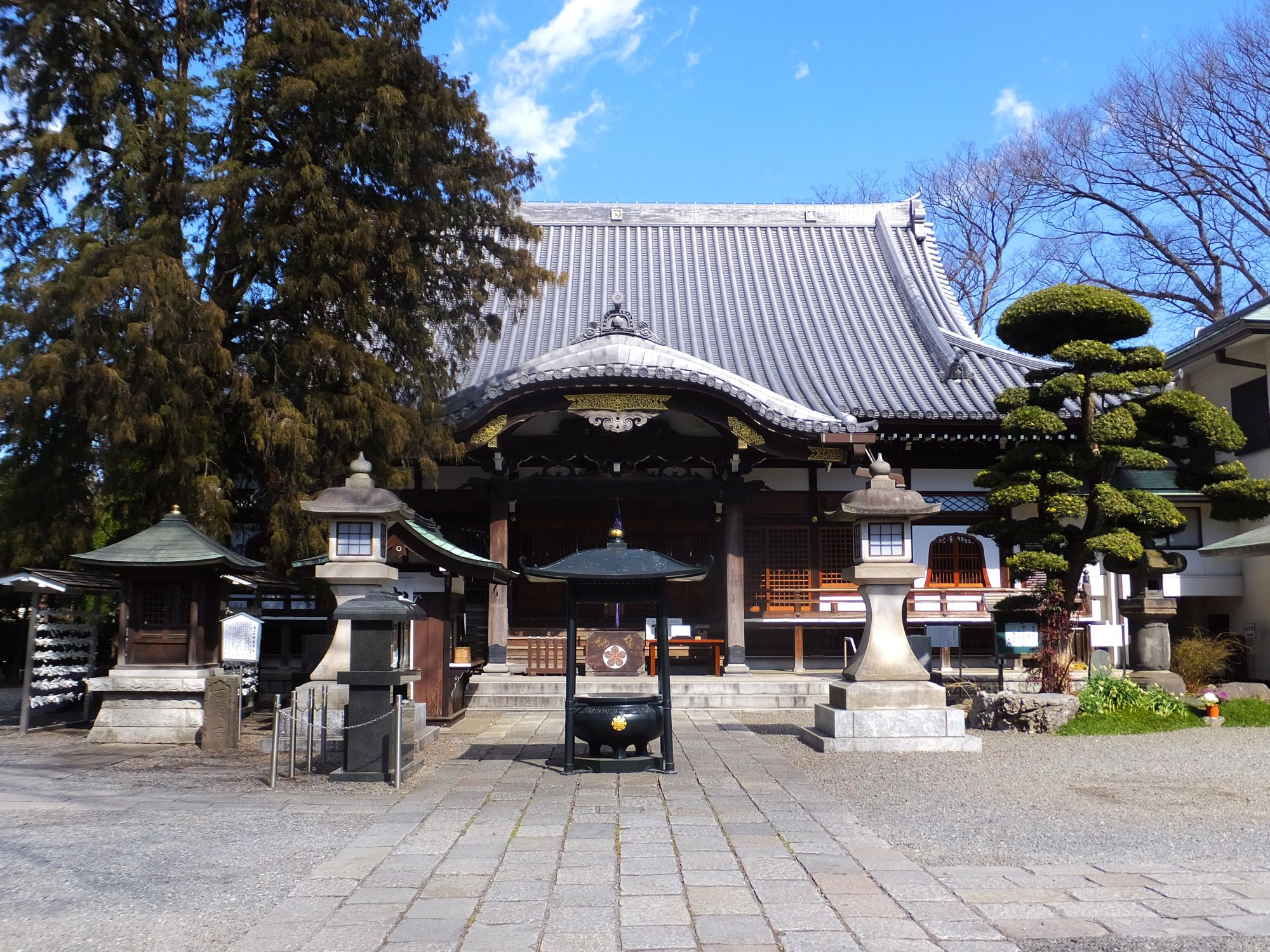
10番 総持寺
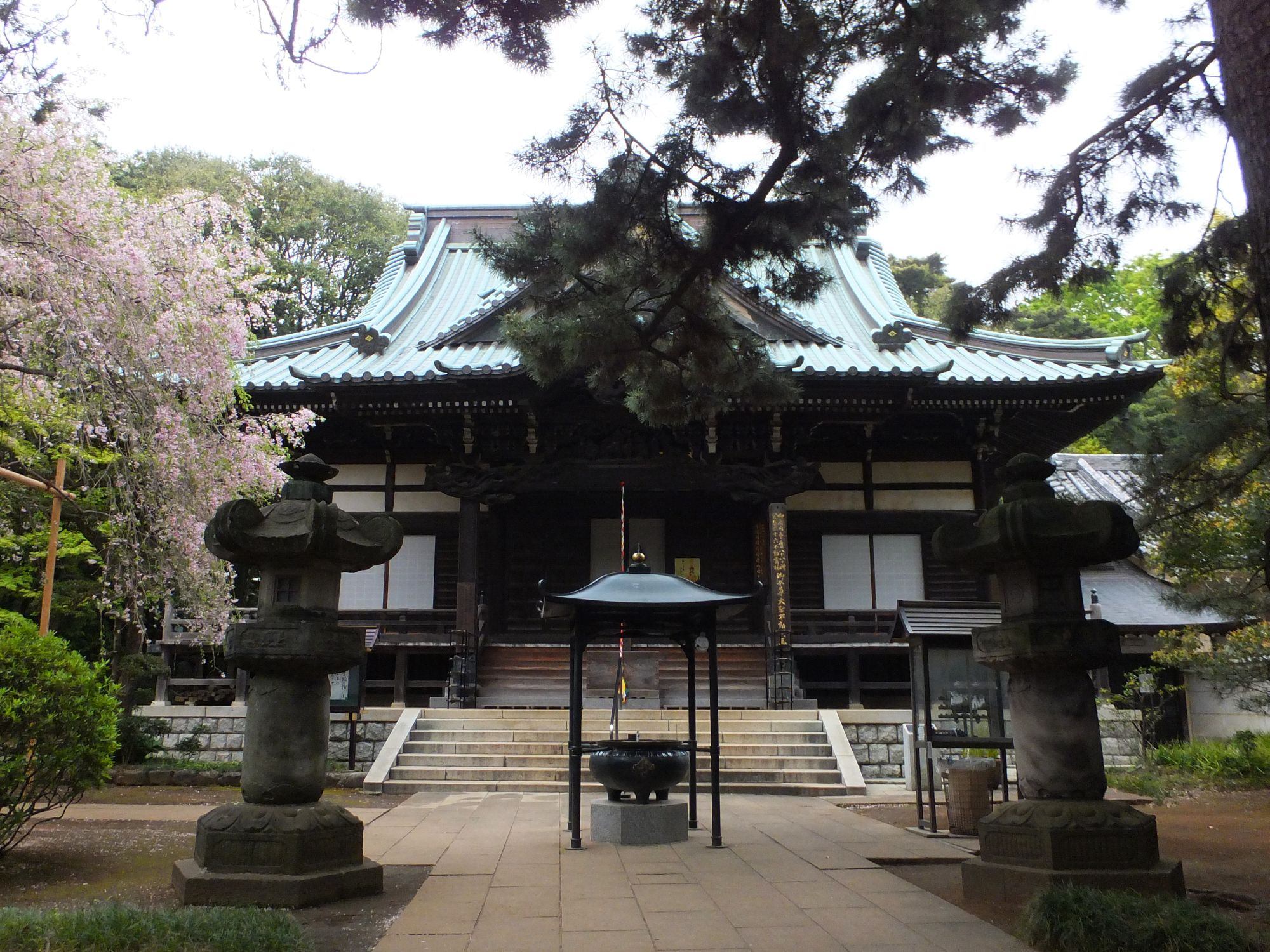
11番 三宝寺
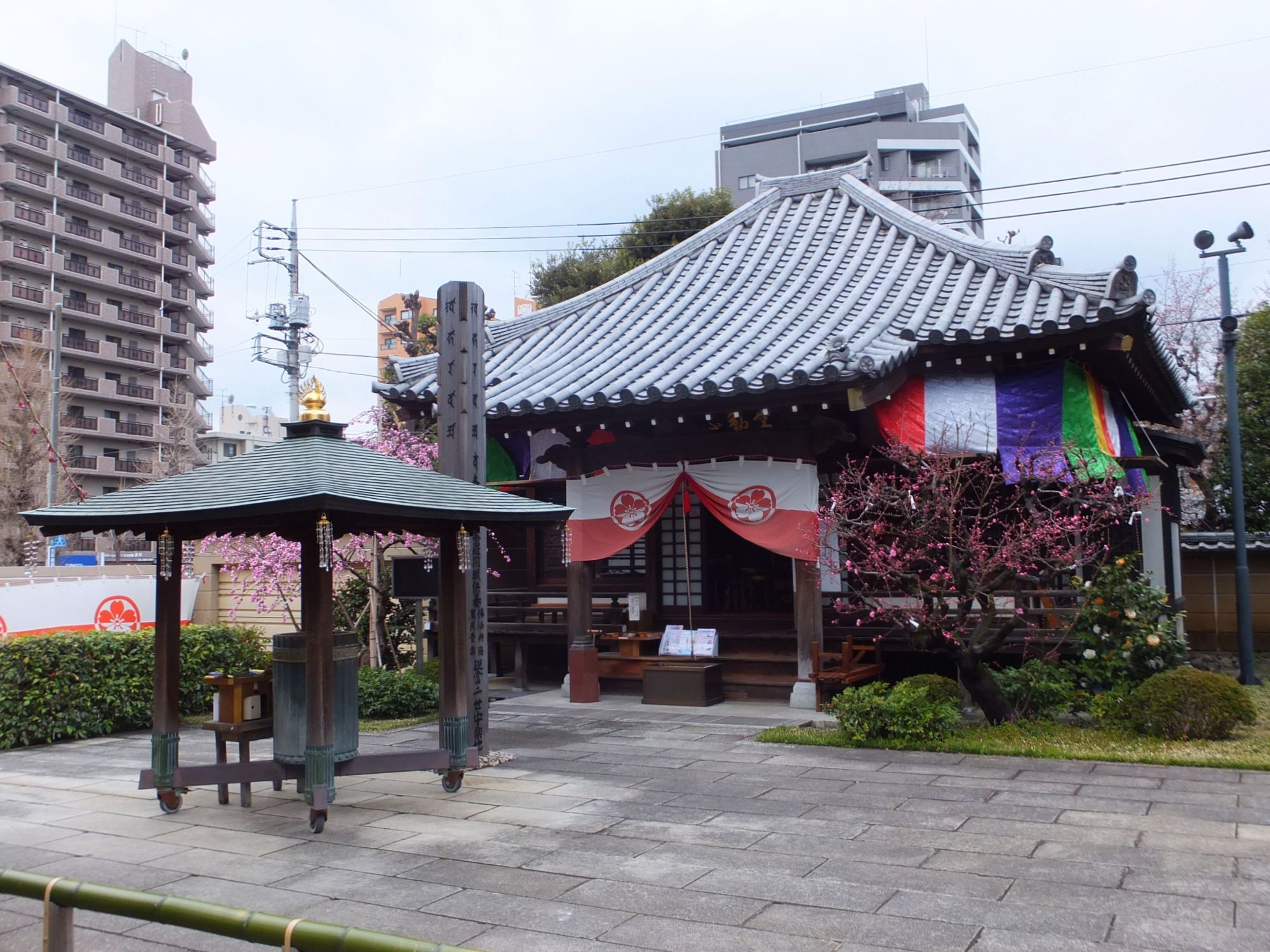
12番 南蔵院
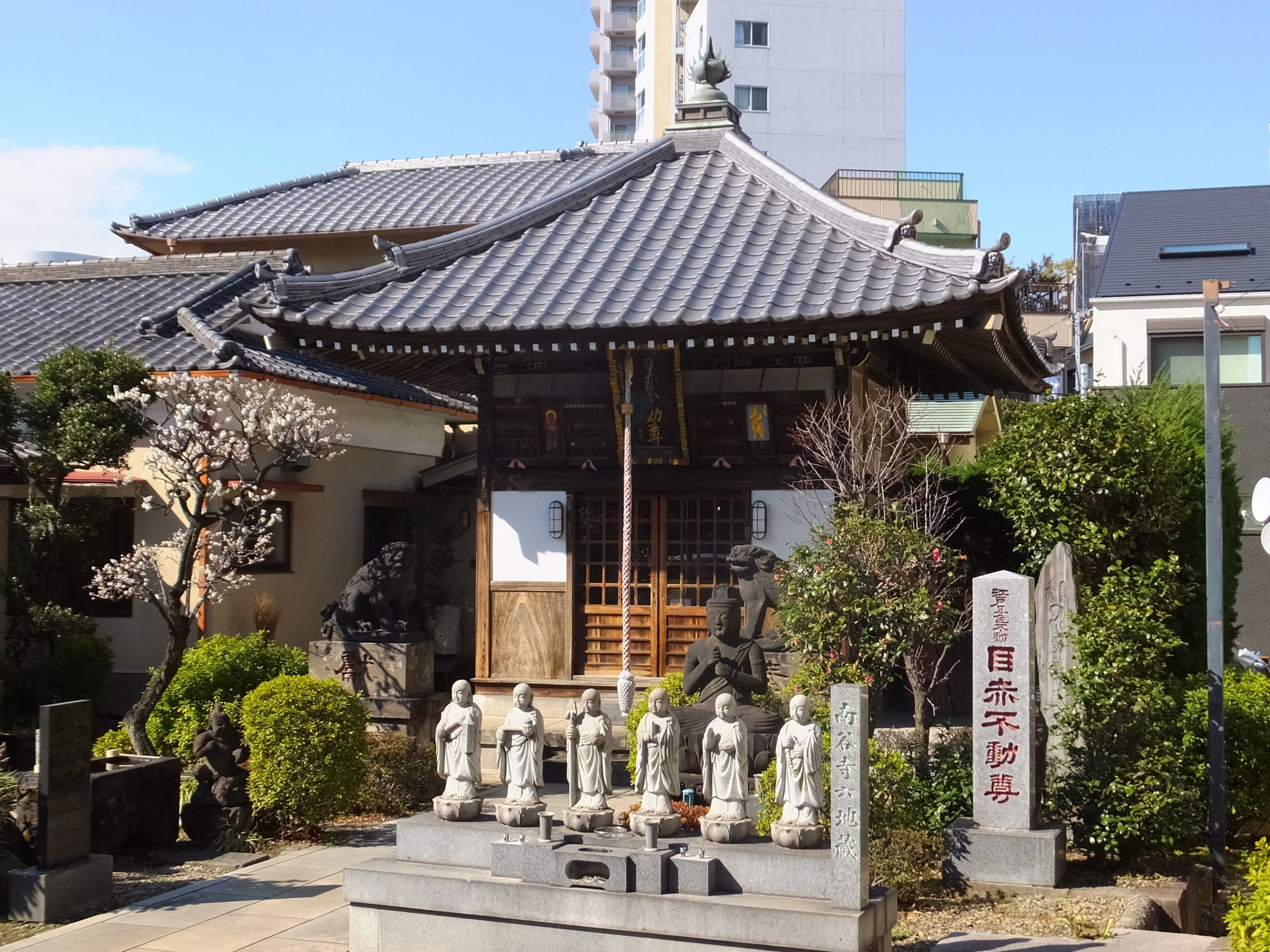
13番 南谷寺（目赤不動）
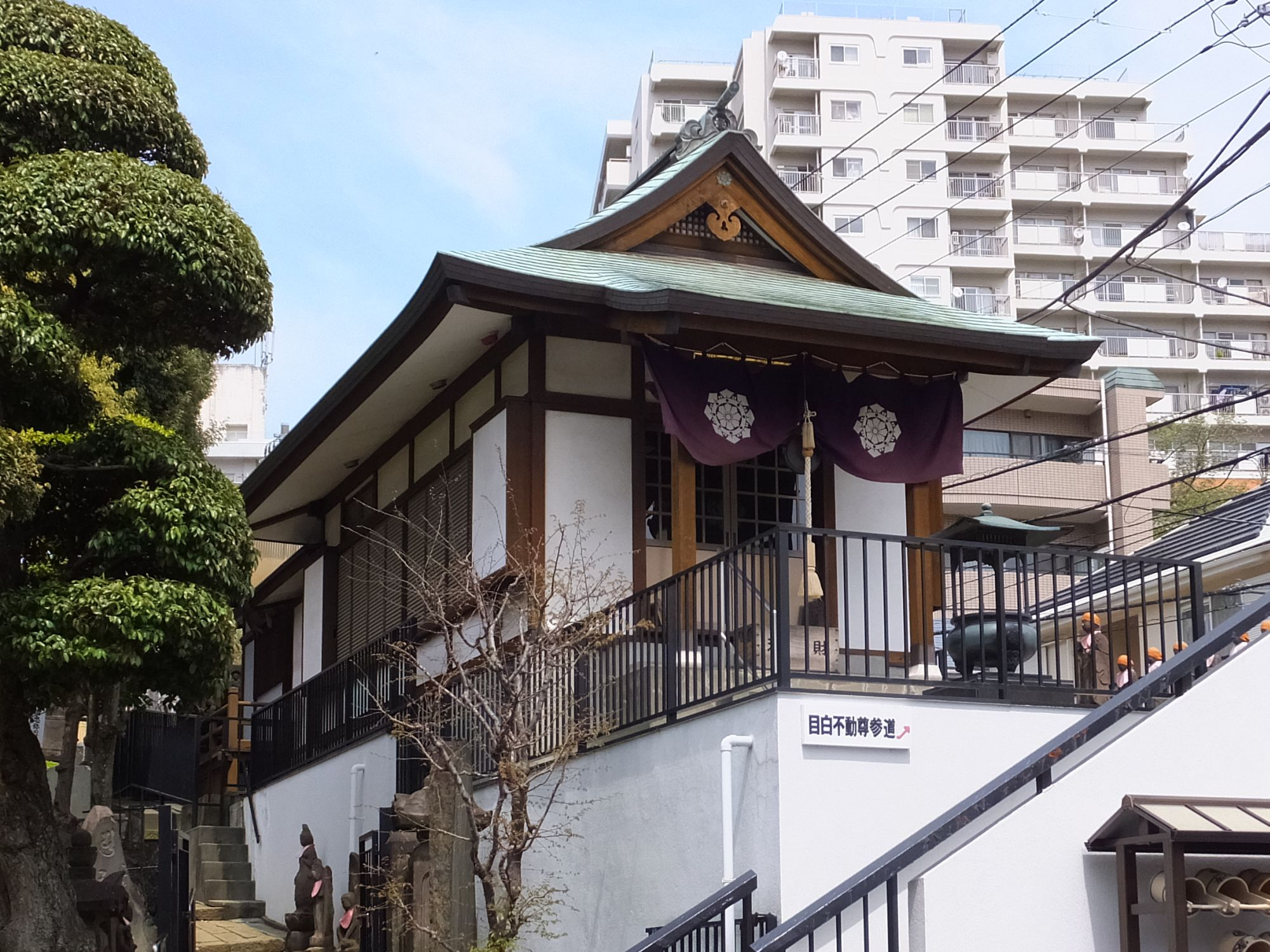
14番 金乗院（目白不動）
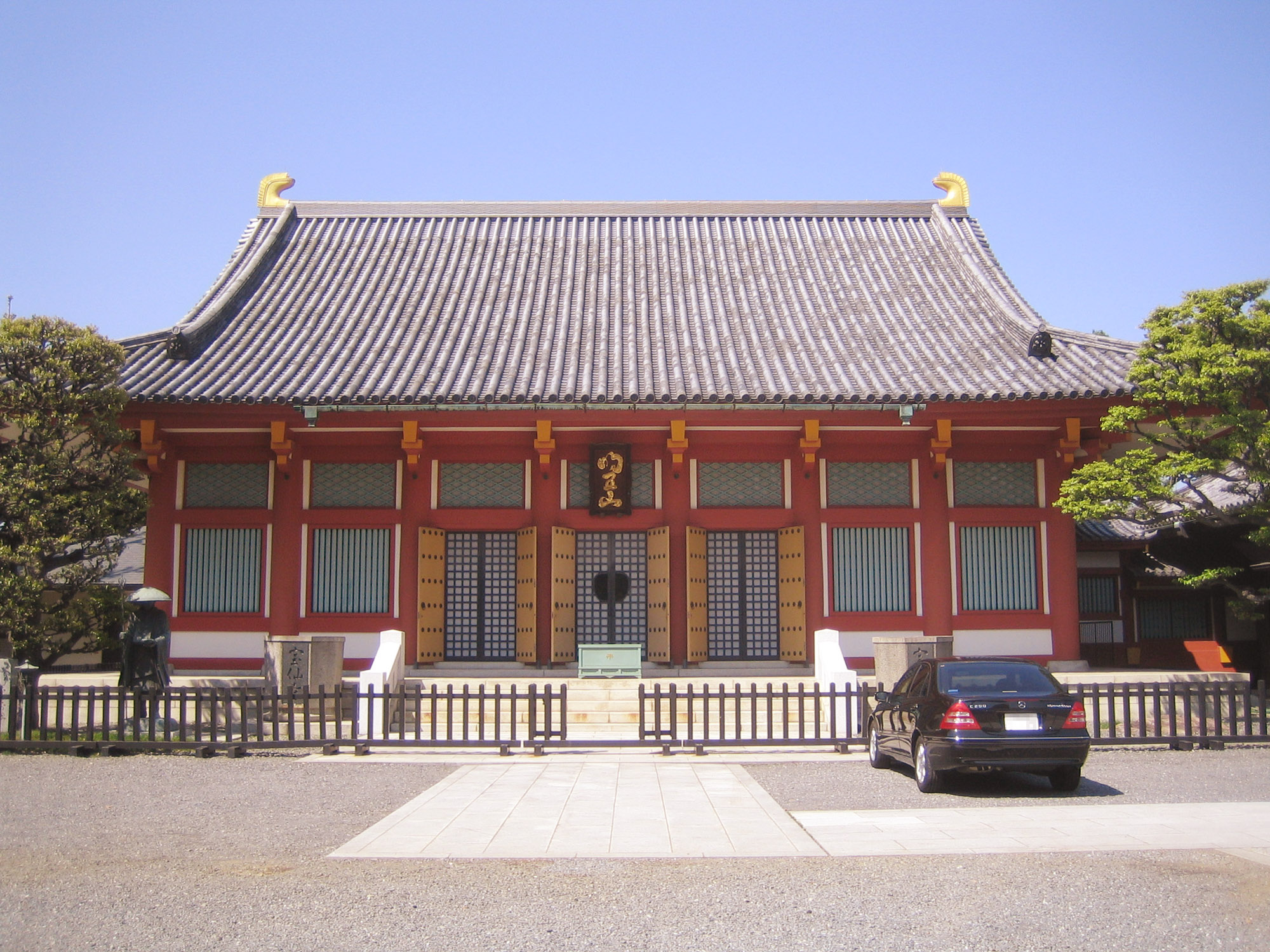
15番 宝仙寺
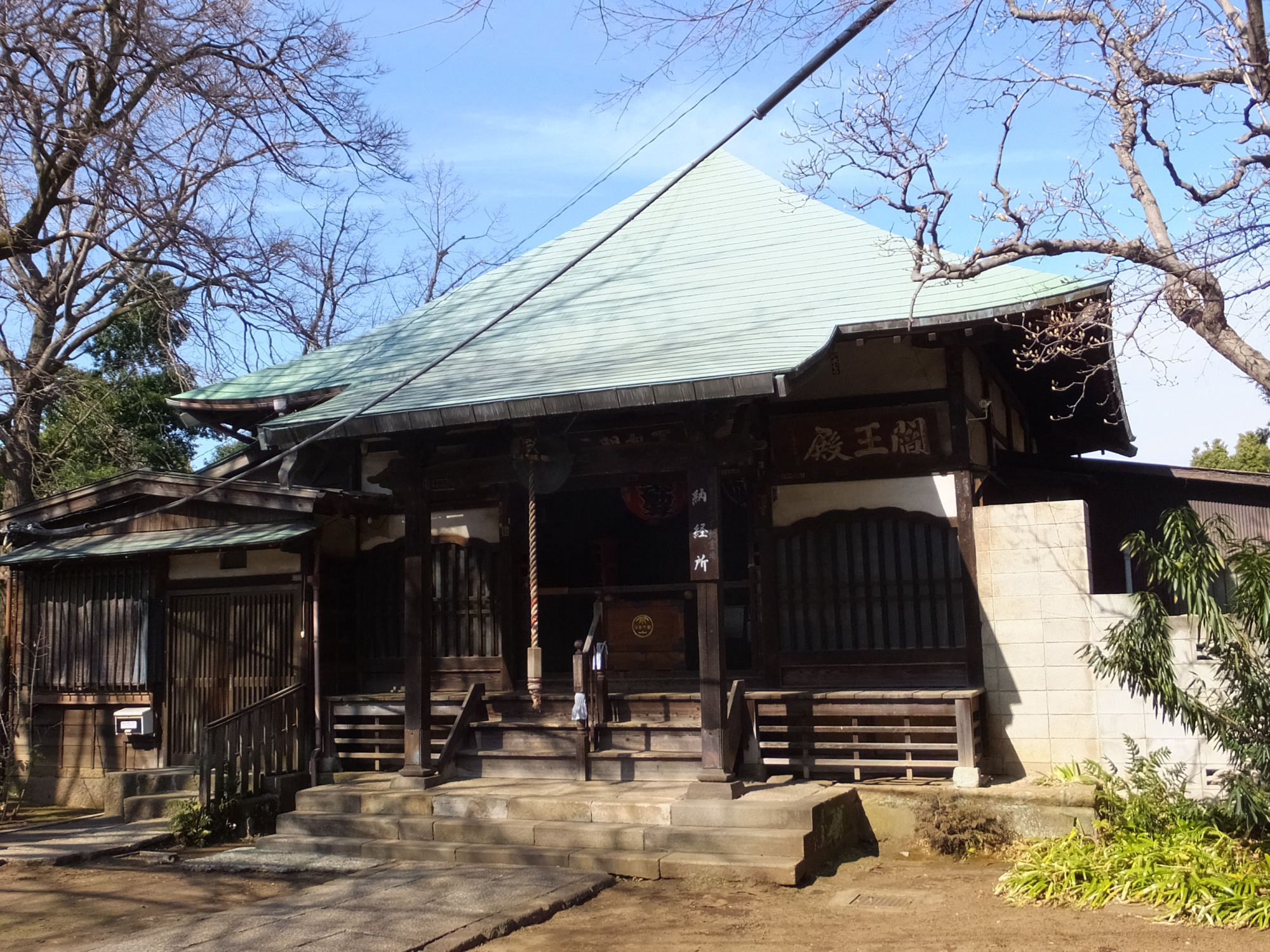
16番 教学院（目青不動）
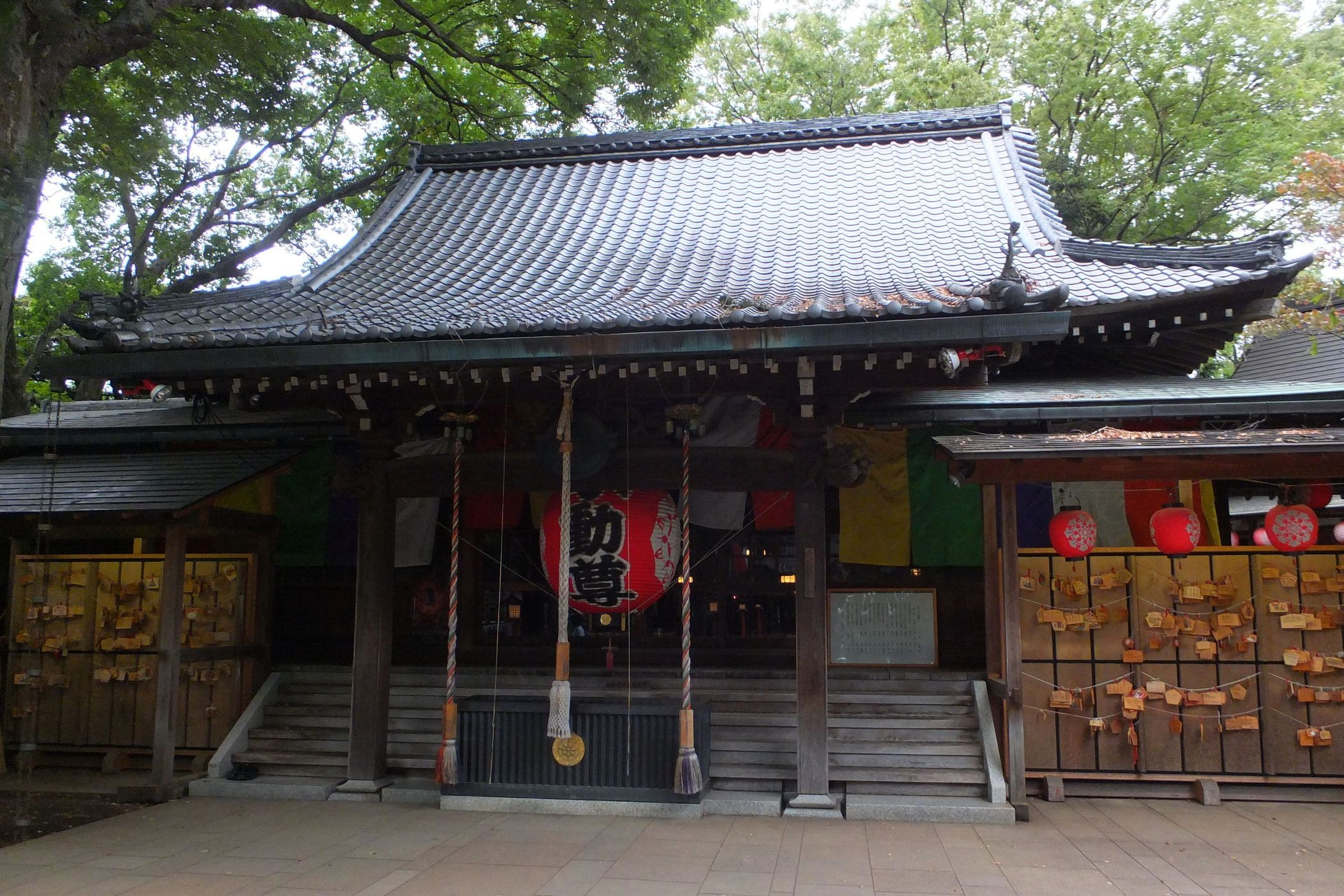
17番 等々力不動尊
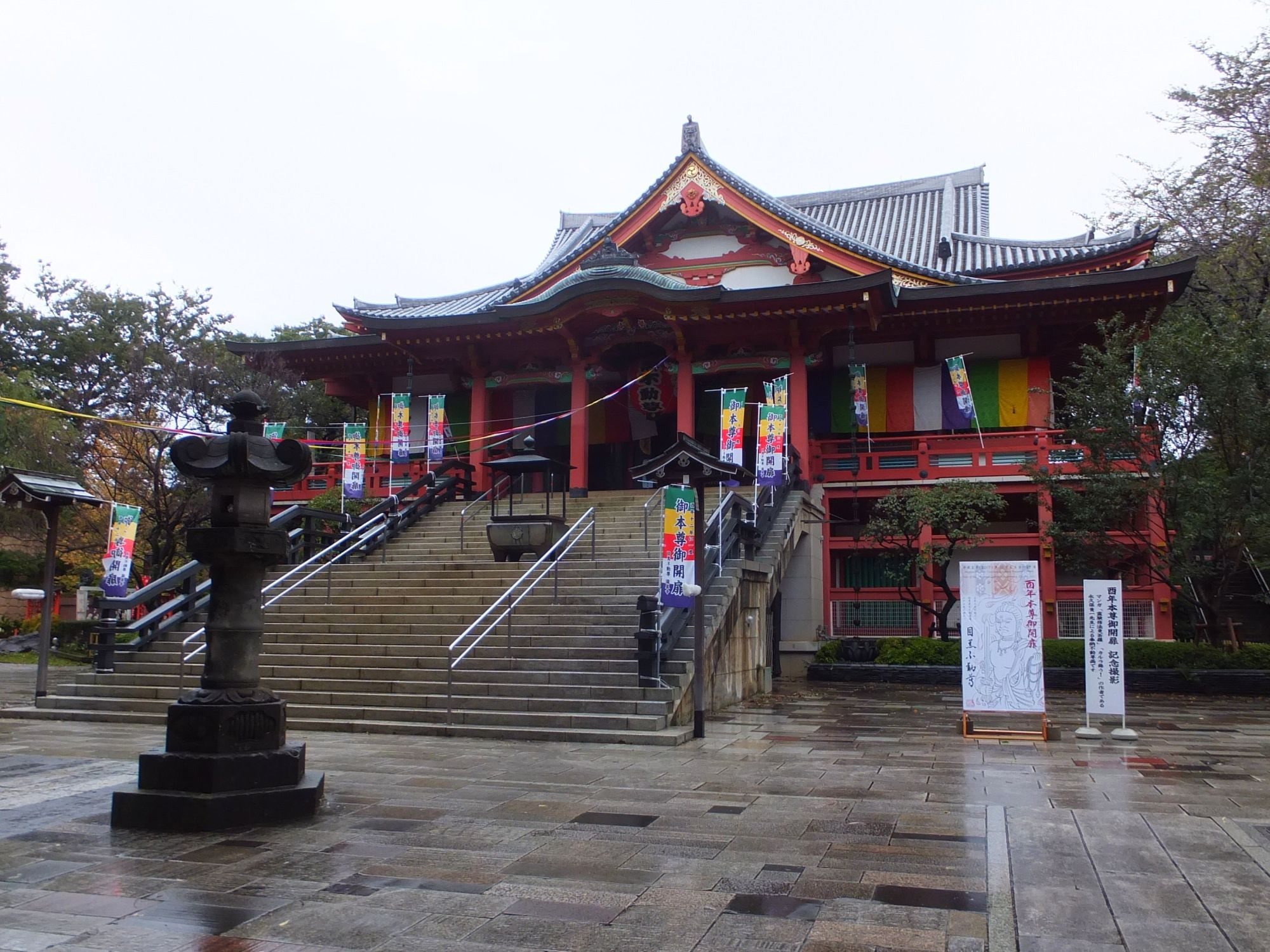
18番 瀧泉寺（目黒不動）
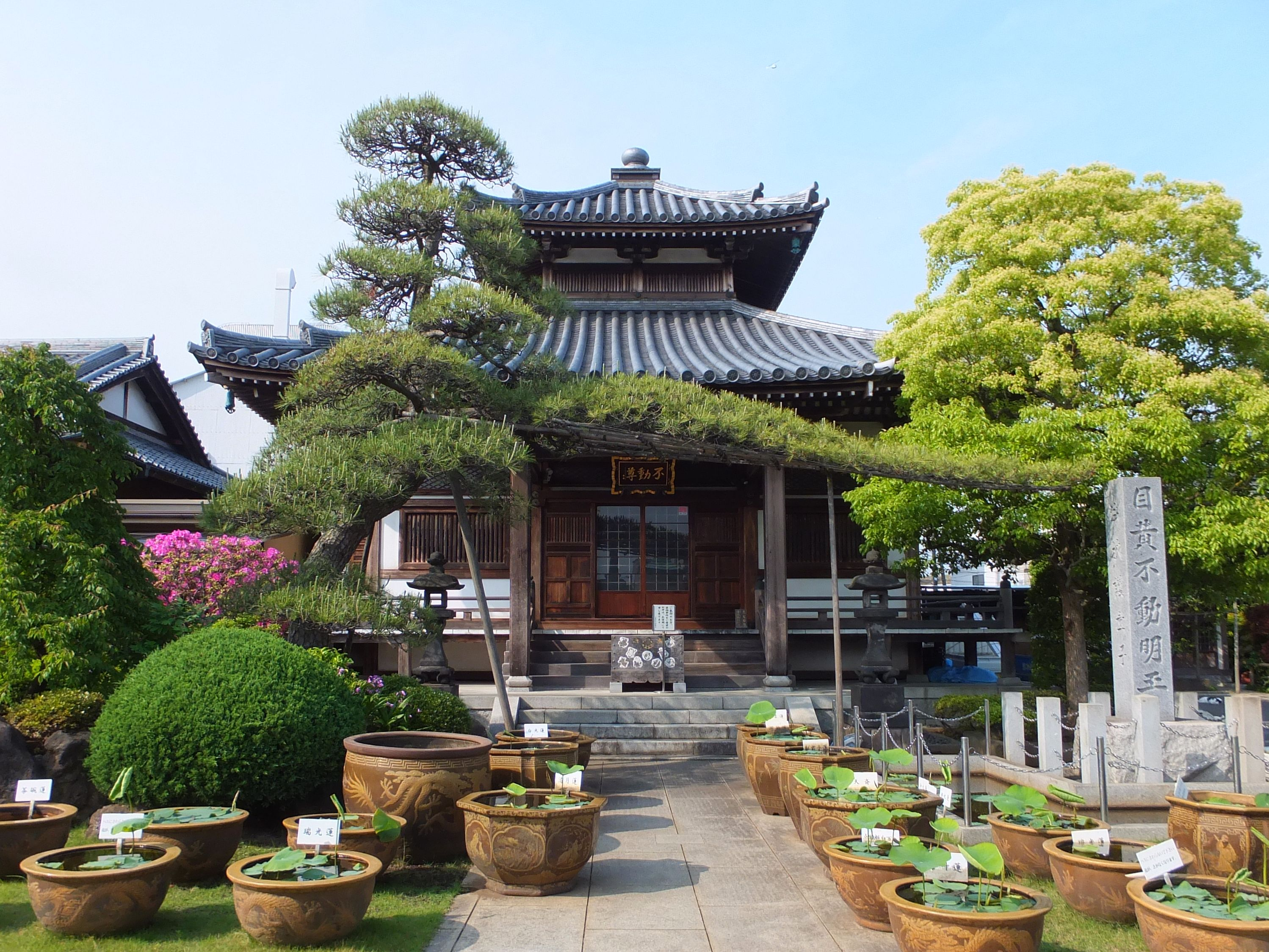
19番 最勝寺（目黄不動）
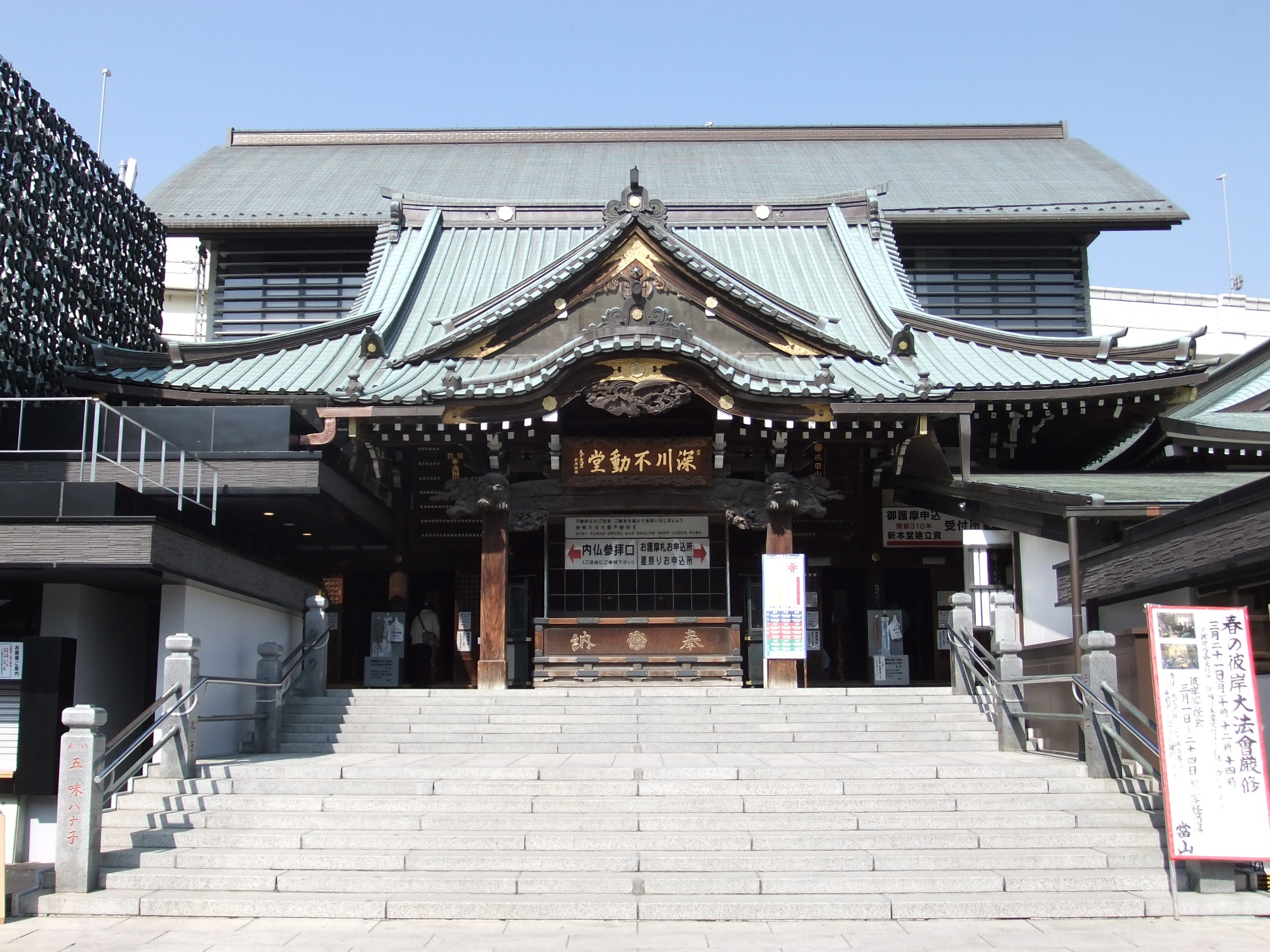
20番 深川不動堂
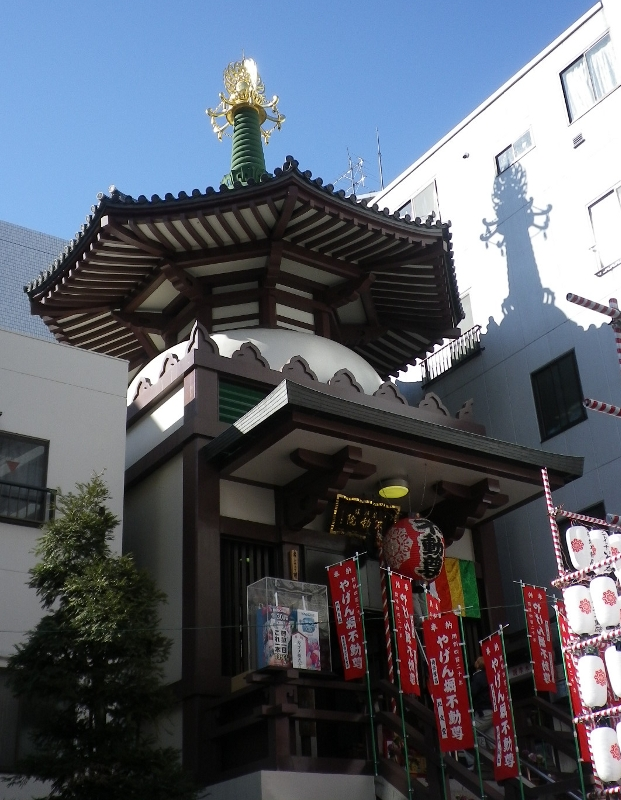
21番 薬研堀不動院
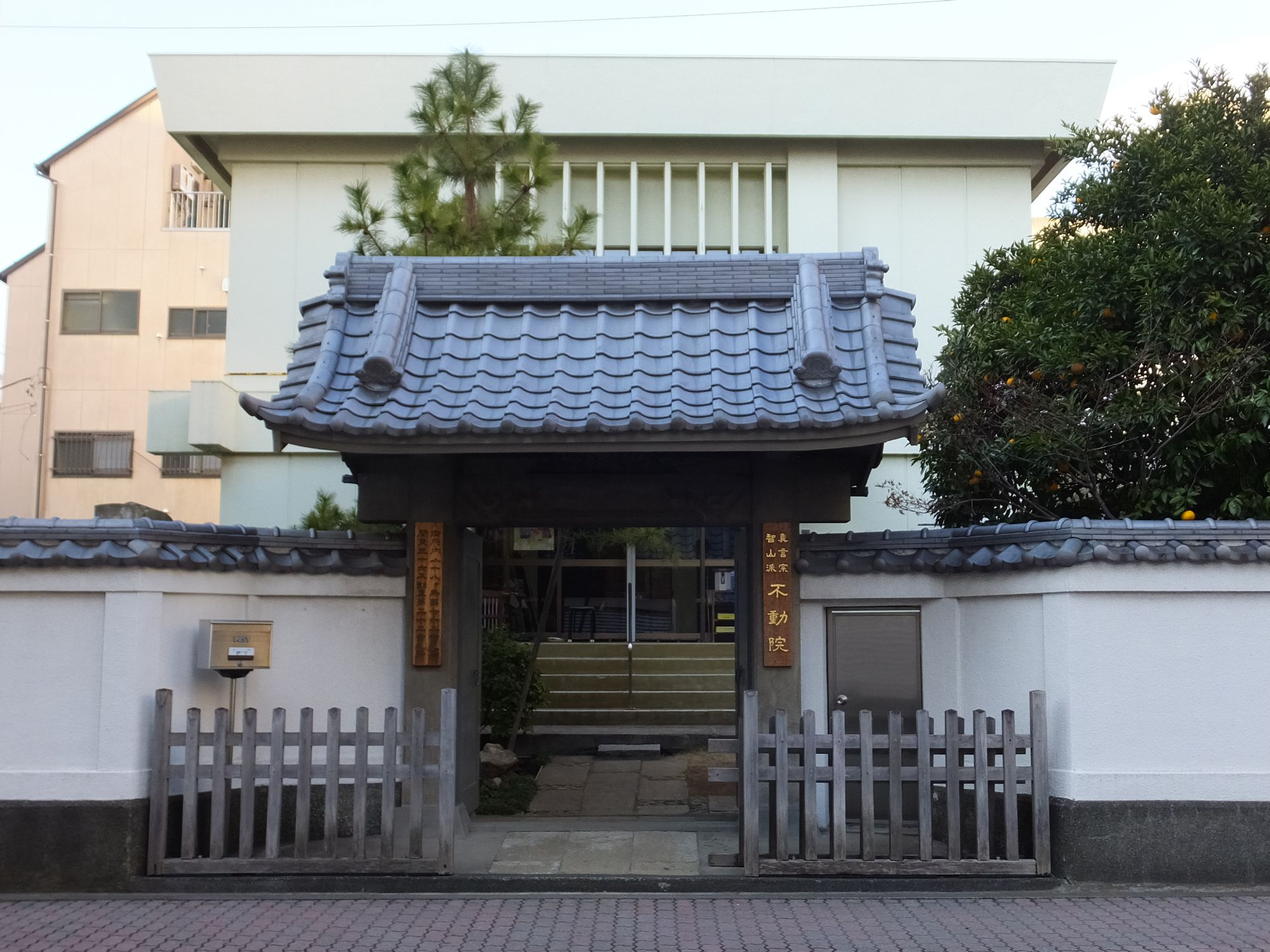
22番 寿不動院
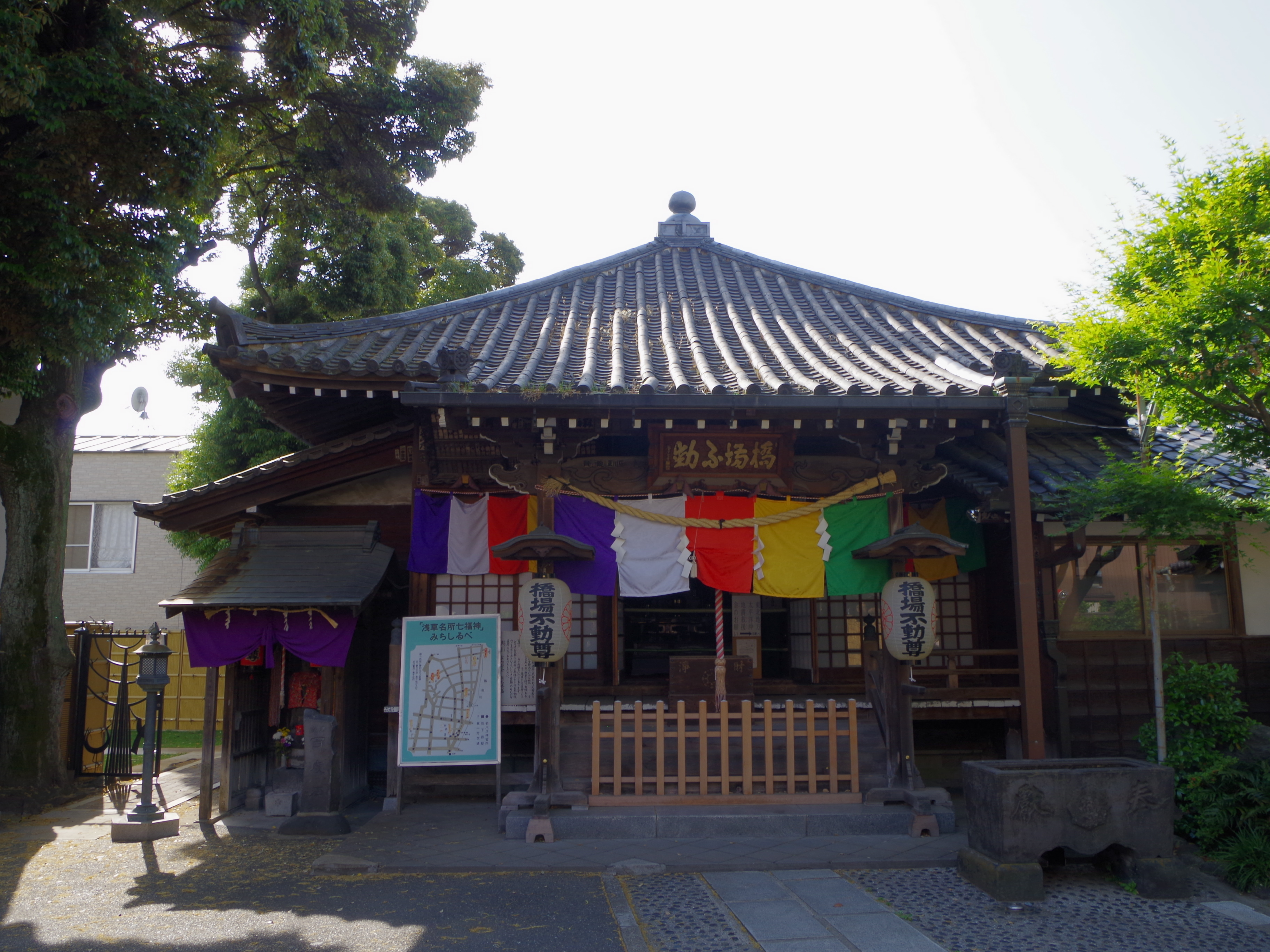
23番 橋場寺不動院
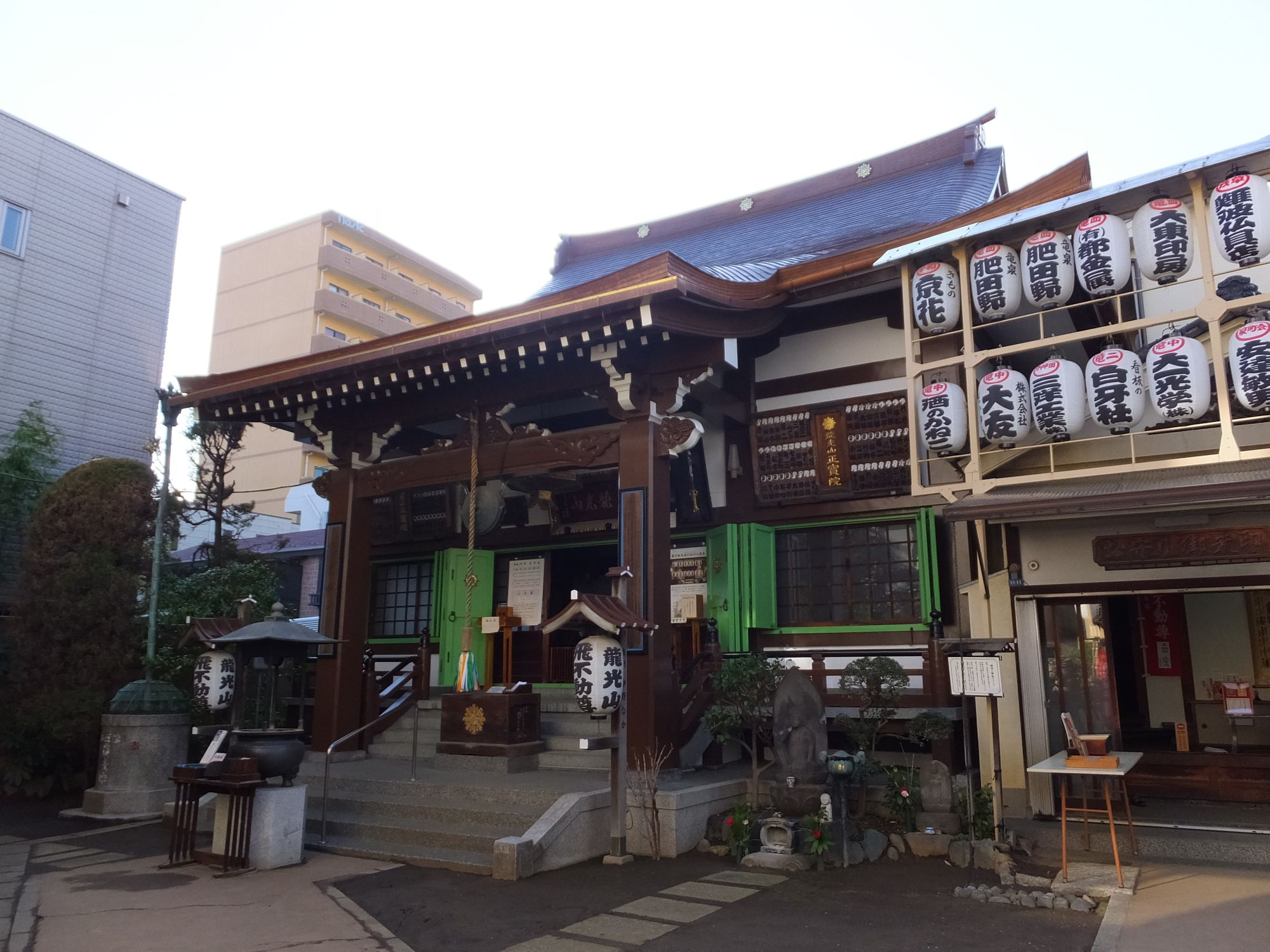
24番 正寶院
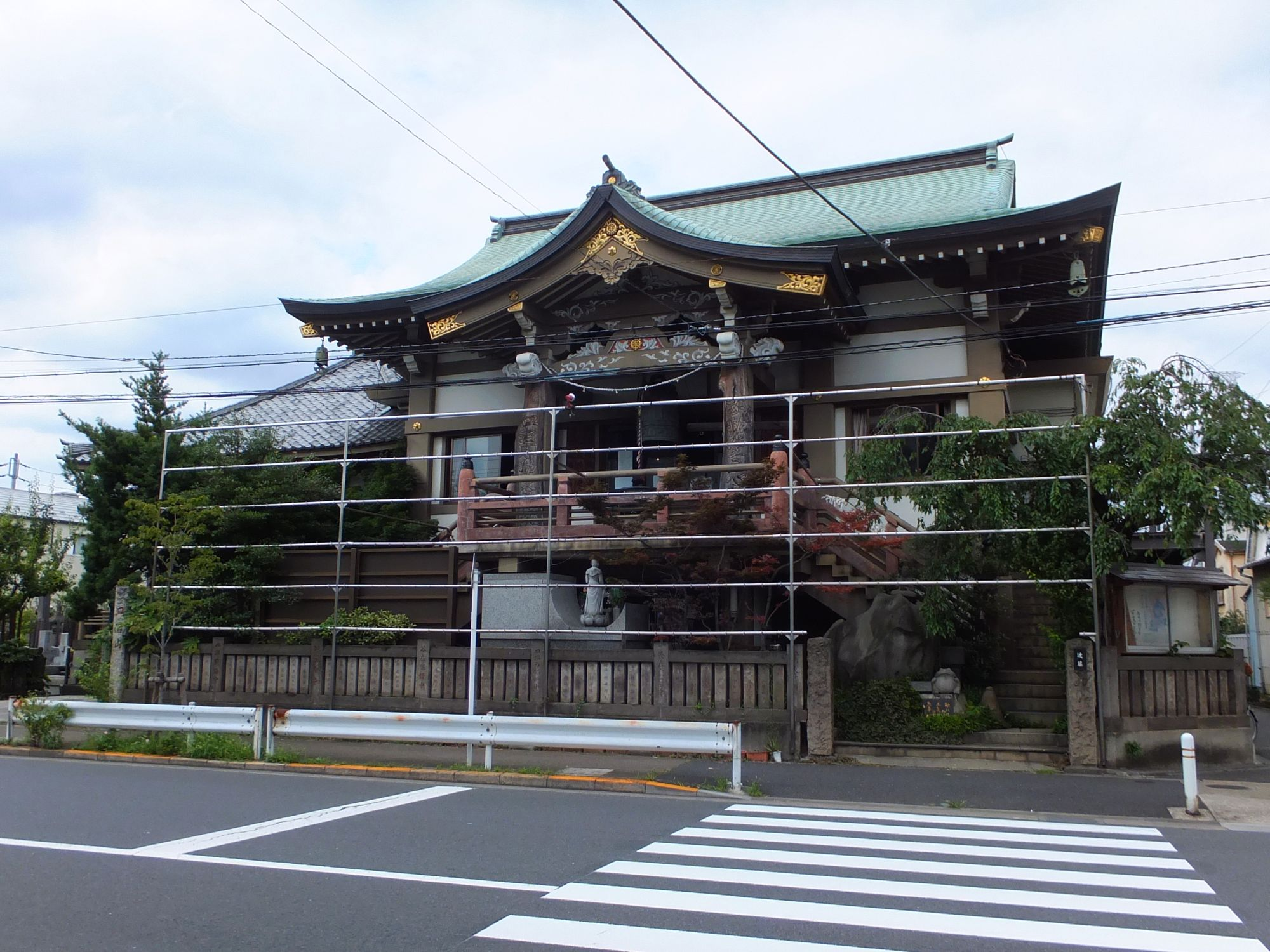
25番 永昌院
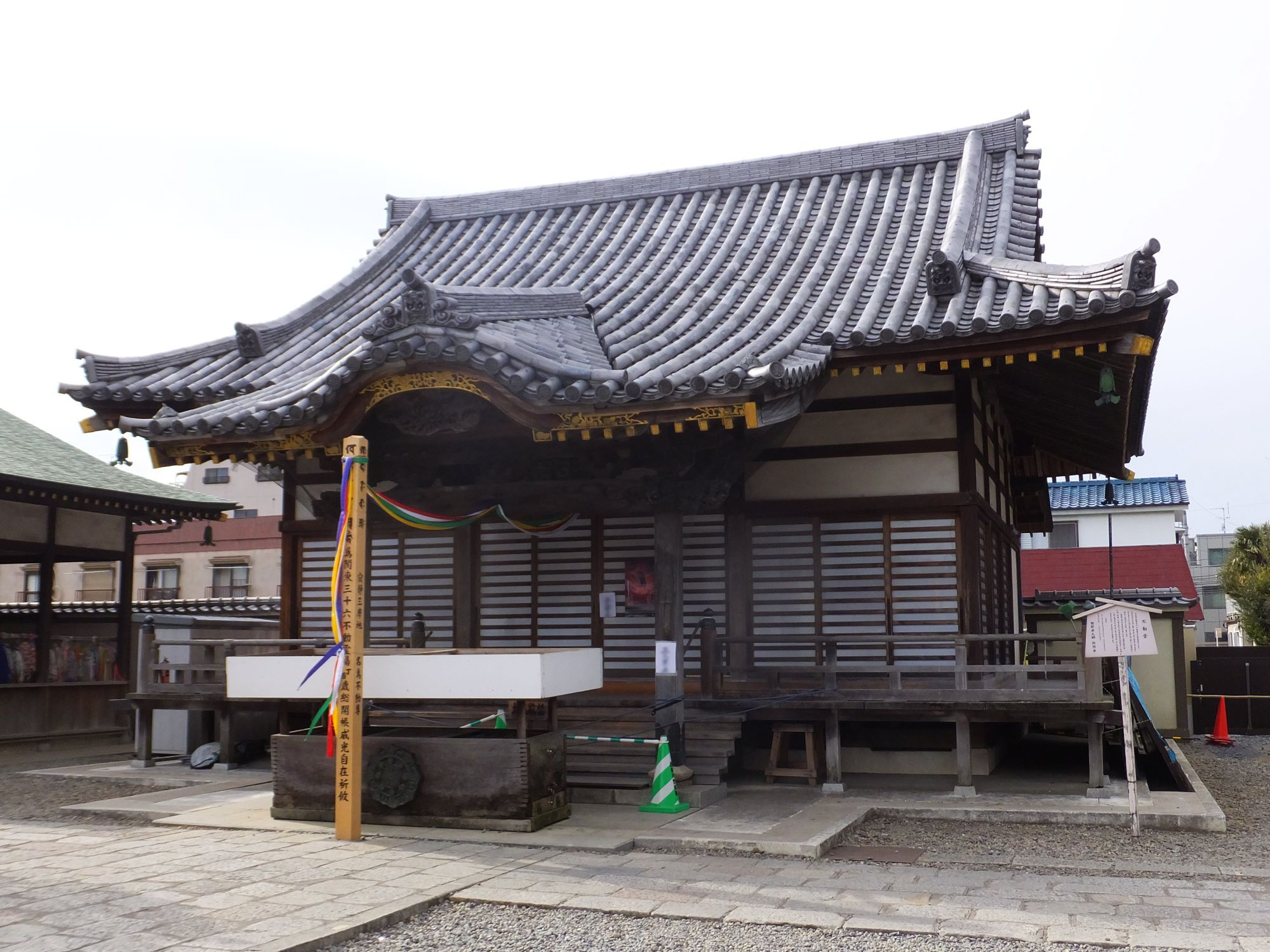
26番 西新井大師
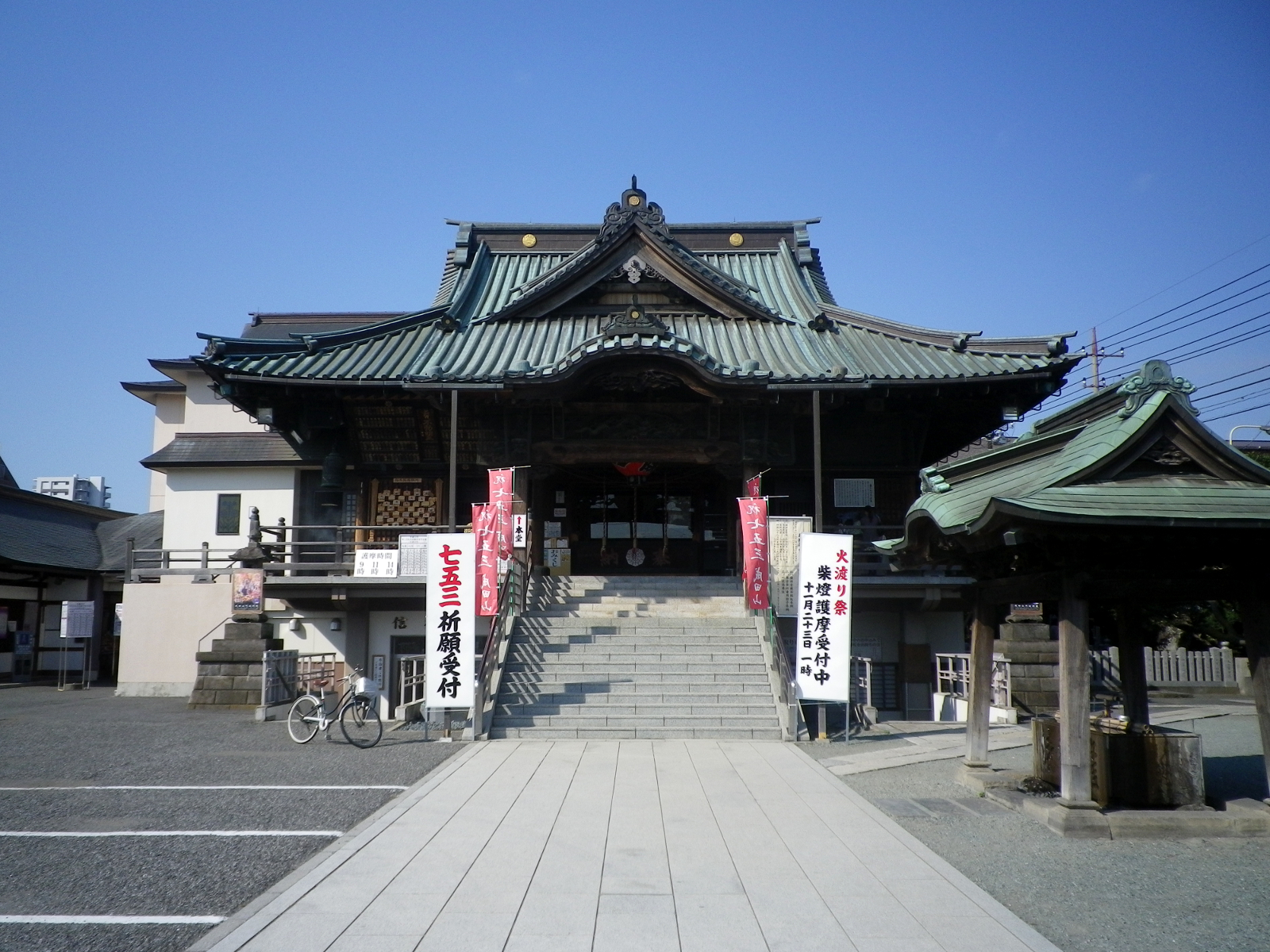
27番 成田山本行院
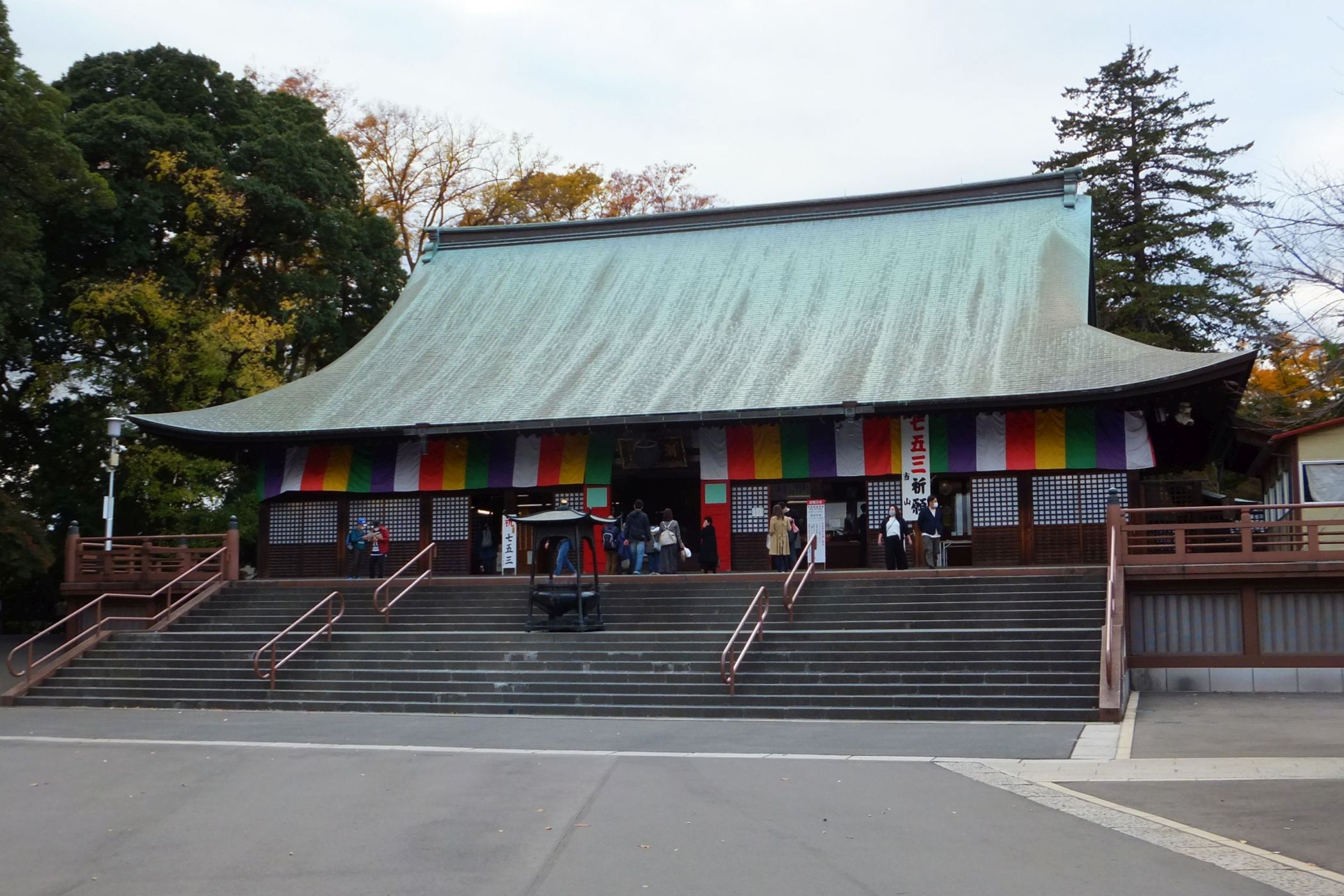
28番 喜多院
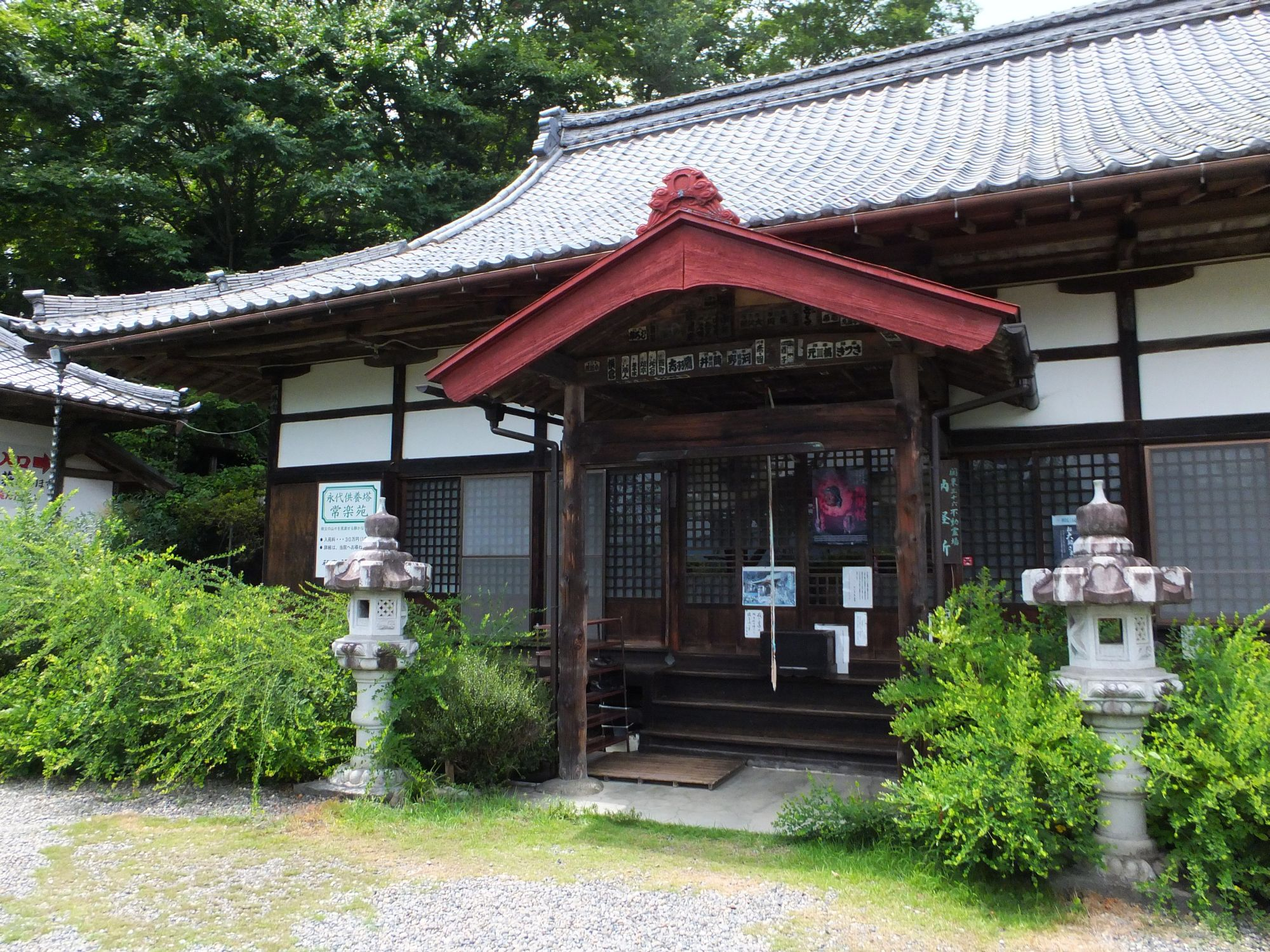
29番 洞昌院
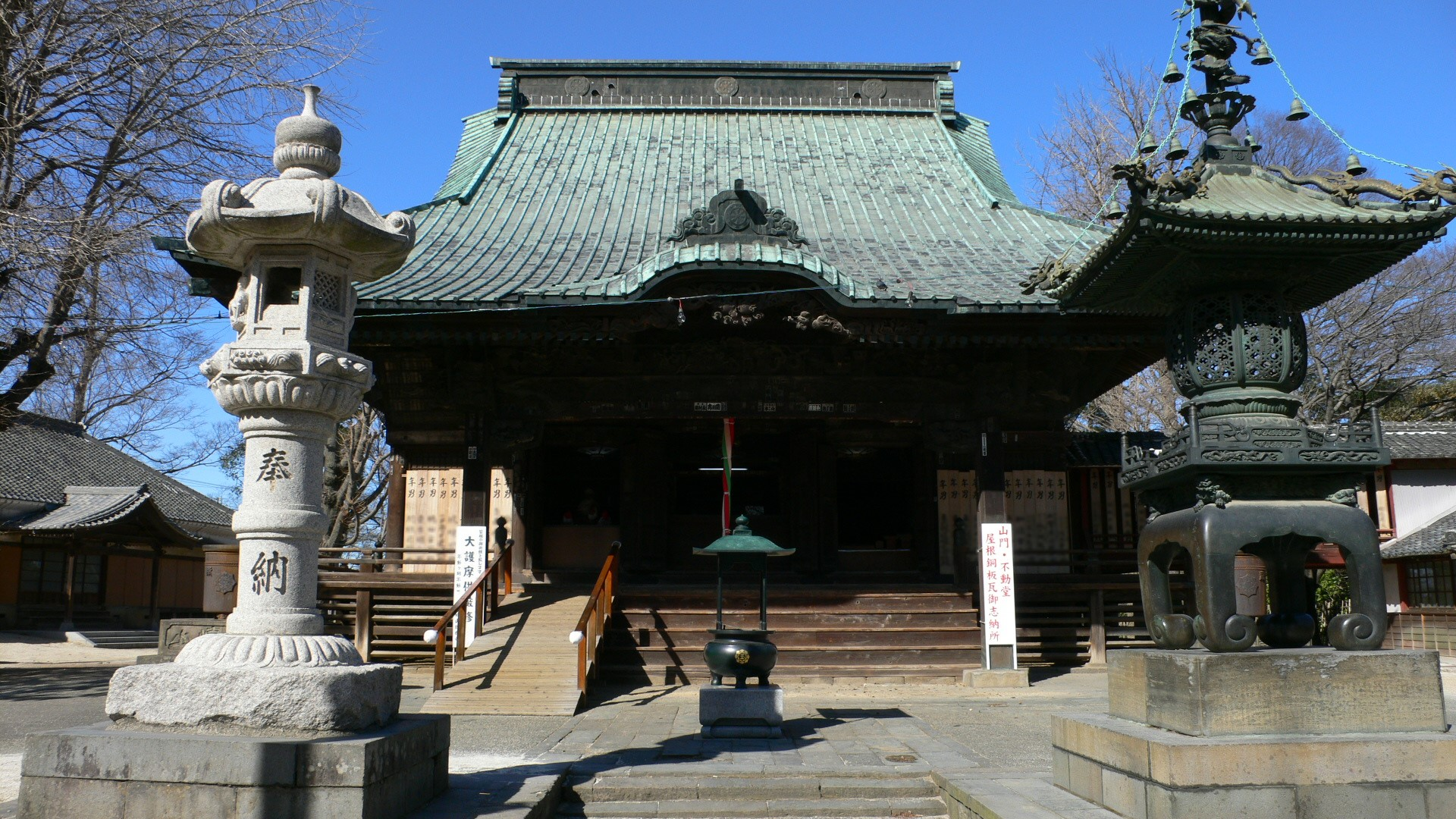
30番 總願寺
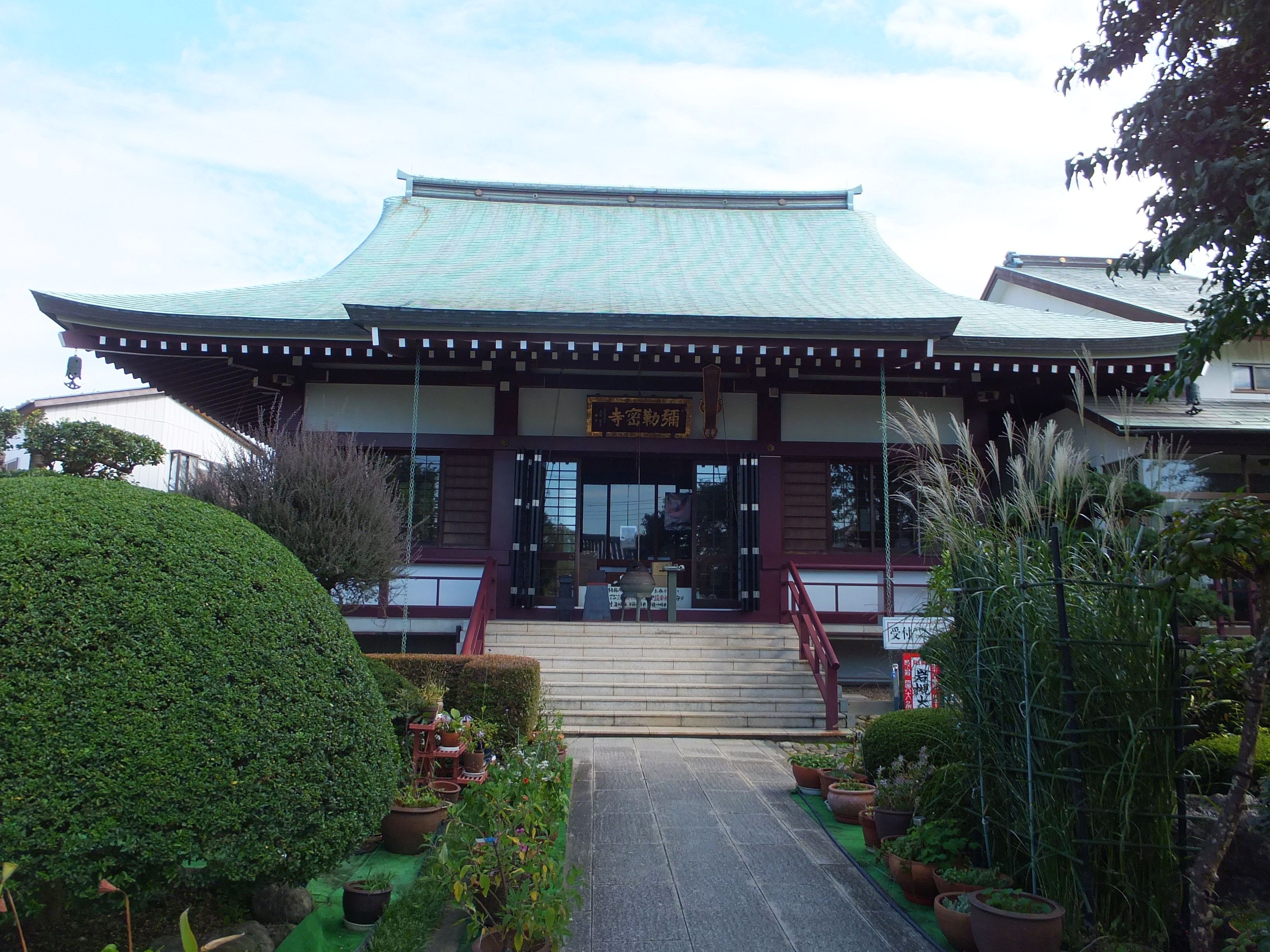
31番 彌勒密寺
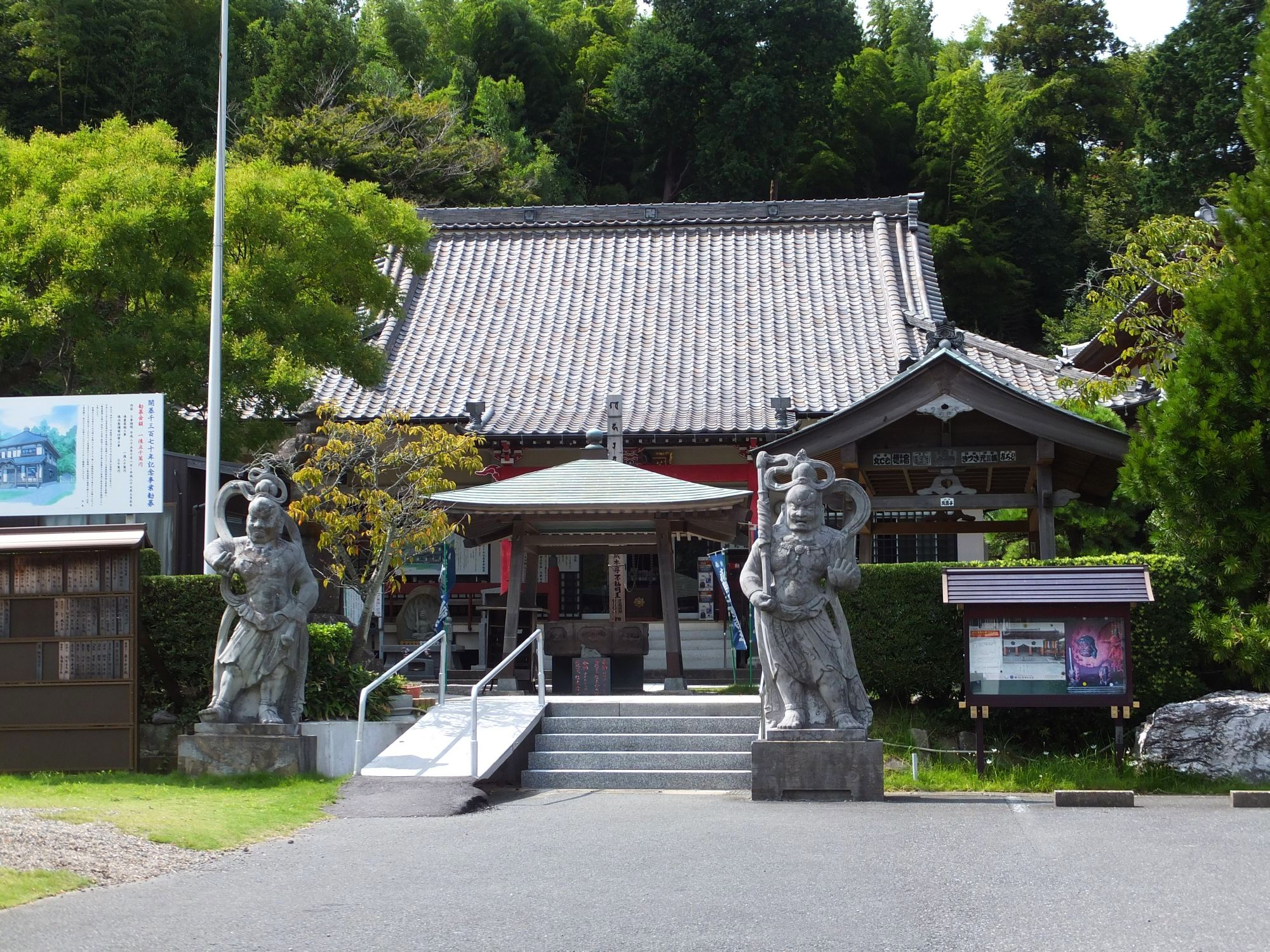
32番 最上寺
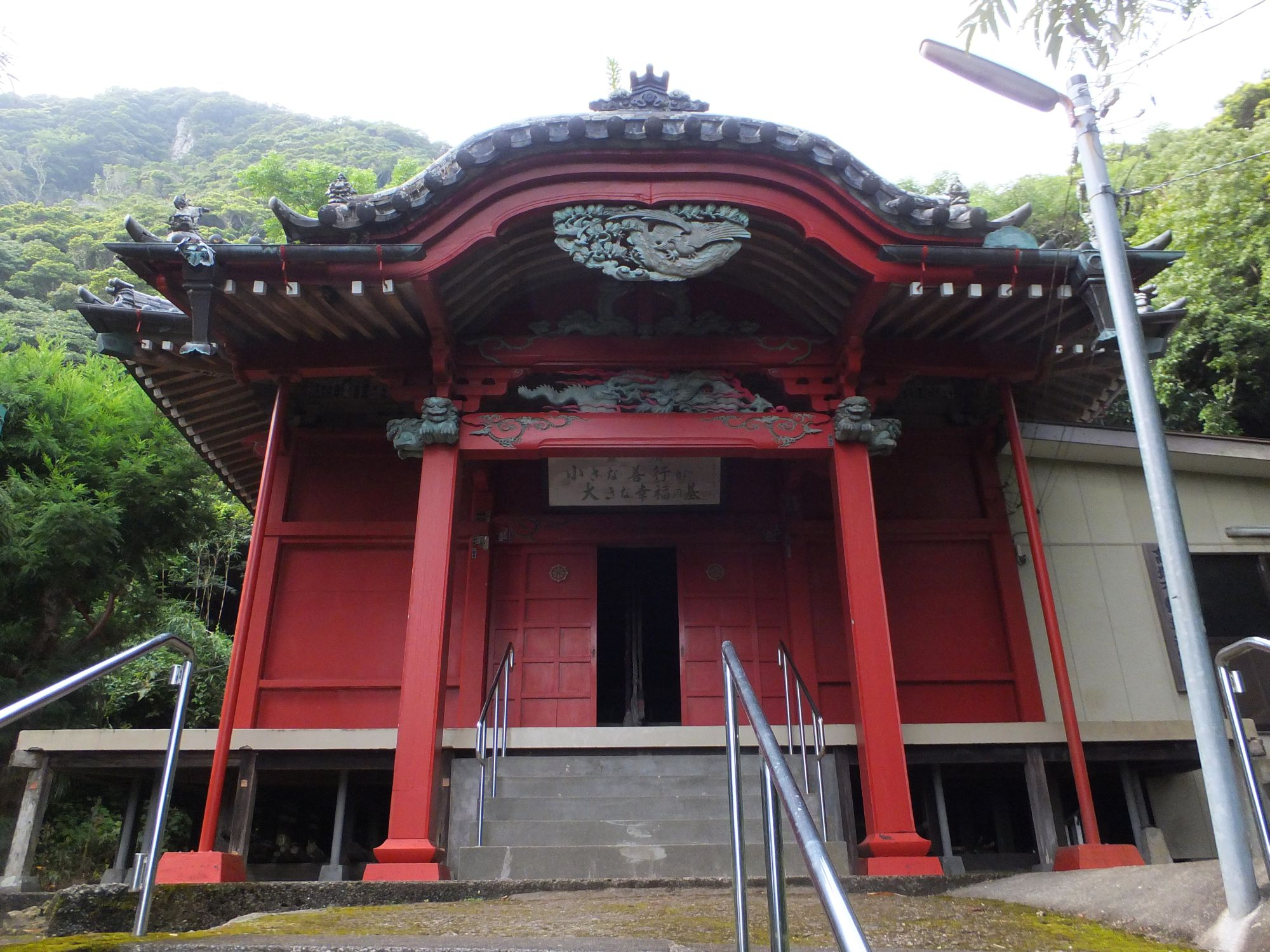
33番 大聖院
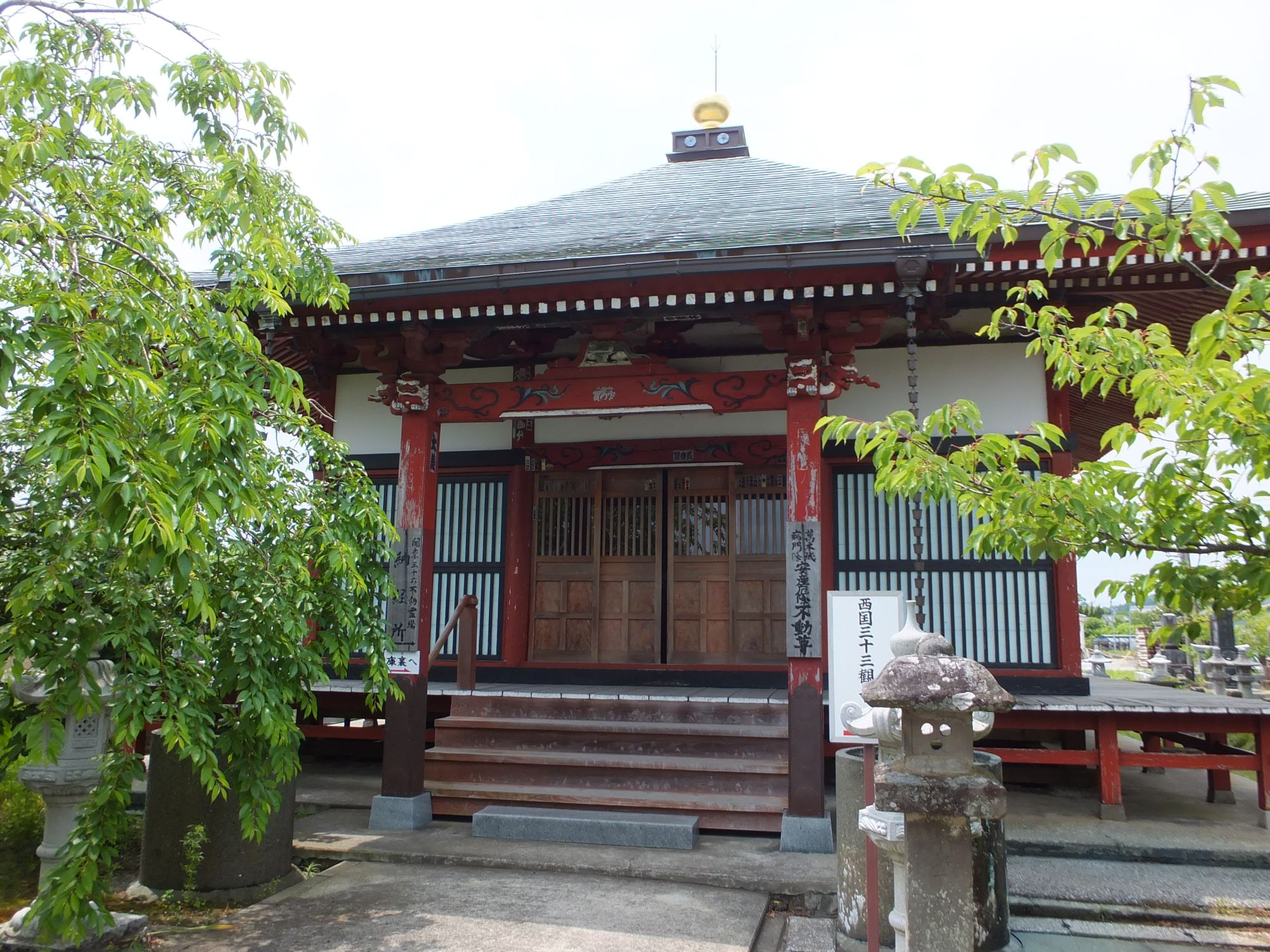
34番 宝勝院
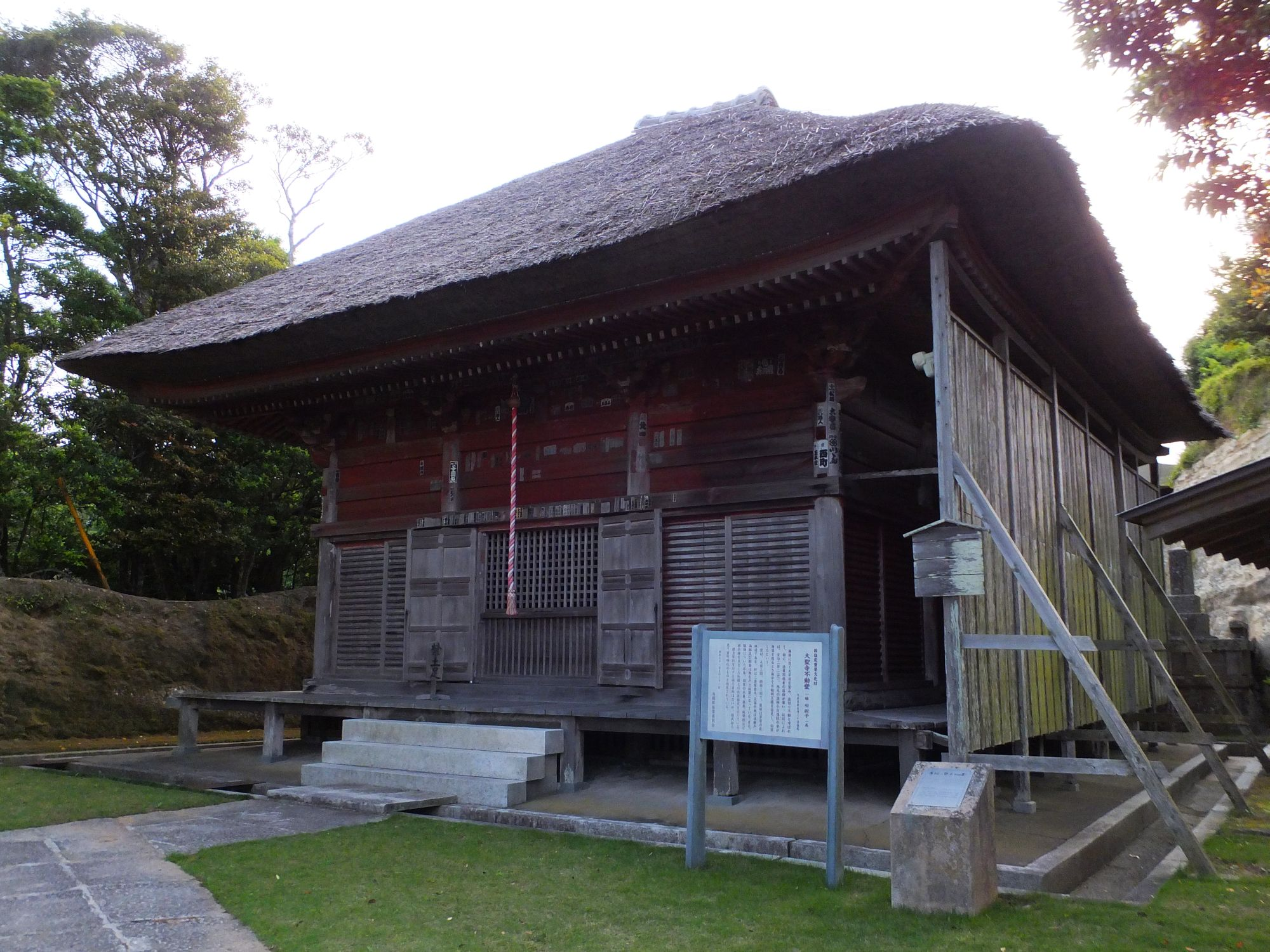
35番 大聖寺
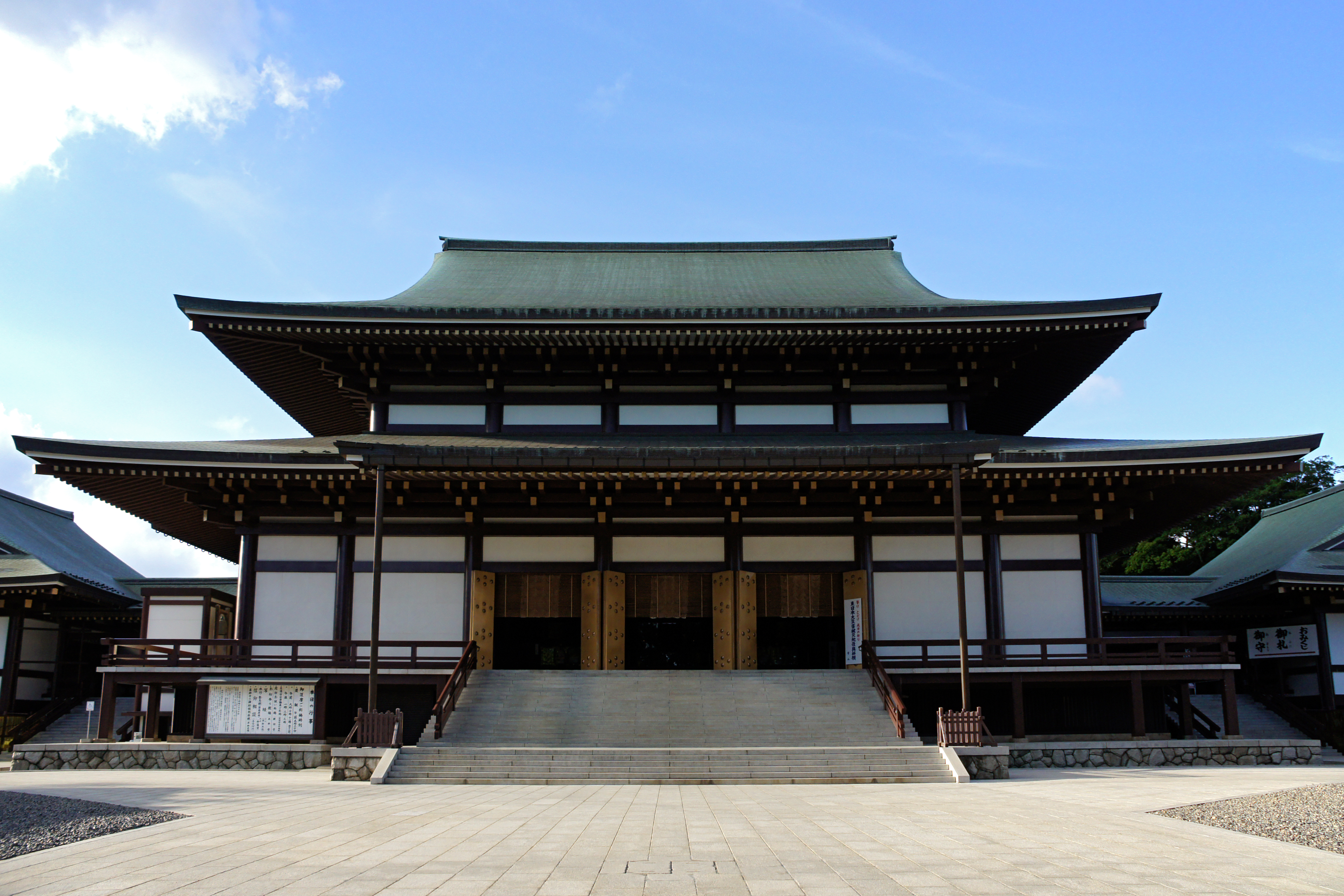
36番 成田山新勝寺